# Historia territorial de Argentina
La historia territorial de Argentina estudia las diferentes composiciones históricas del territorio argentino desde su surgimiento hasta la actualidad. Detalla especialmente la historia de sus fronteras exteriores, y las provincias y territorios nacionales existentes en cada período.

## Organización territorial prehispánica
El primer Estado de que se tenga registro seguro de haber gobernado parte de la Argentina fue el Imperio Incaico; dividido en cuatro grandes divisiones, la división del sur o Collasuyo comprendía parte de los actuales departamentos de Cuzco y Puno en el actual Perú; la totalidad de las tierras altas de la actual Bolivia y parte de sus pendientes hacia las llanuras amazónica y chaqueña –las yungas; la mayor parte de Chile hasta el río Maule. En la actual Argentina controlaba las partes altas y las yungas de las provincias de Jujuy, Salta, Catamarca, más la mitad norte de La Rioja, más un corredor junto a la Cordillera de los Andes, correspondiente a las provincias de San Juan y Mendoza, hasta el límite sur de la cuenca del río Mendoza. Además dominaba indirectamente, en una forma peculiar de vasallaje a los pueblos tonocotés y cacanos de Santiago del Estero, a los pueblos lules de la actual provincia de Tucumán, y probablemente algunas poblaciones sedentarias del sur de La Rioja, el centro y el este de San Juan y el noroeste de Mendoza.
No hay demasiada información acerca de dónde tenían sus centros administrativos. Probablemente El Shincal, Tolombón, La Paya y Tilcara serían, cada una, capital de la región en que se encontraban, pero tampoco sabemos si esa regionalización era civil, militar o comercial, y tampoco conocemos con precisión sus límites. La comunicación entre las poblaciones se hacía a través de los caminos incaicos, que recorrían el territorio radialmente desde Cuzco hasta los extremos del Imperio. También sabemos que la conquista incaica no siempre fue violenta; pero cuando sí lo fue, la reforzaron con traslados masivos de poblaciones de una región a otra, y con la imposición del idioma quechua. Desarrollaron, además, un sistema centralizado de almacenaje de productos alimenticios –en especial papas, oca y maíz– de un año para otro, para garantizar la supervivencia de los pueblos en caso de desastres climáticos y, con ella, la supervivencia del Imperio.
Edificado de forma relativamente rápida entre los años 1450 y 1480, el dominio imperial en la provincia del sur –el collasuyo– llegó a su fin de modo mucho más rápido, cuando la capital del imperio y el propio Inca fueron capturados, saqueados y destruidos, en unos pocos meses de los años 1532 y 1533. Cuando los españoles llegaron a colonizar esas tierras, el Imperio ya no existía: los caminos incaicos estaban casi vacíos, no llegaban periódicamente los comandantes militares ni los recaudadores de impuestos, ni se enviaban a la capital los tributos. No obstante, los pueblos continuaban parcialmente las tradiciones incaicas, incluyendo su religión, sus depósitos de alimentos, sus fortalezas –los pucaras o pucarás– y los refinados sistemas de riego.

## Durante la Conquista

División de las capitulaciones españolas en Sudamérica creadas entre 1534 y 1539, estas fueron divisiones preliminares que fueron reemplazadas por otras subidivisiones una vez que se empiezan a conquistar nuevas zonas del continente.

Mapa Gerardus Mercator, America Meridionalis, posiblemente de 1606

El Rey de España, cuando tuvo que dividir sus posesiones para su colonización, lo hizo sobre la base de las capitulaciones y, según la historiografía chilena, debido al escaso conocimiento geográfico de la época, estos territorios originalmente fueron divididos mediante paralelos en 1529 y  en 1534 que cortaban el subcontinente entre uno y otro océanos: el primero era el Ecuador, y al norte de él estaban los territorios llamados Tierra Firme, con sus propios conquistadores. La segunda franja le fue concedida a Francisco Pizarro; tenía 270 leguas de norte a sur, e iba desde el Océano Pacífico hasta la línea de Tordesillas. La siguiente, de 200 leguas de norte a sur, le correspondía a Diego de Almagro. La tercera, también de 200 leguas de norte a sur, le fue adjudicada a Pedro de Mendoza en la capitulación de 1534, junto con el título de Adelantado; esa franja iba desde poca distancia al sur de la actual ciudad de Asunción hasta el cabo San Antonio, y teóricamente incluía la zona norte y gran parte de la zona central de Chile. El sur de la Pampa y la Patagonia fueron adjudicados a Simón de Alcazaba, quien mandó a explorar el territorio pero no logró ninguna fundación. La división del continente de 1539 fue reemplazada en las décadas siguientes mientras se conquistaban nuevas zonas de Sudamérica para la Monarquía Hispánica.
El 21 de mayo de 1534, el Rey otorga la gobernación del Río de la Plata a Pedro de Mendoza, cuya jurisdicción abarcaba 200 leguas hacia el sur dirección hacia el estrecho de Magallanes desde la gobernación asignada a Diego de Almagro:

Primeramente, vos doy licencia y facultad para que por Nos y en Nuestro nombre y de la Corona Real de Castilla, podáis entrar por el dicho rio de Solís que llaman de la Plata, hasta la mar del Sur, donde tengáis doscientas leguas de luengo de costa de gobernación, que comience desde donde se acaba la gobernación que tenemos encomendada al mariscal Don Diego de Almagro, hacia el estrecho de Magallanes, y conquistar y poblar las tierras y provincias que hubiere en las dichas tierras.
Capitulación con Pedro de Mendoza, 21 de mayo de 1534

 Esta jurisdicción se mantuvo en las capitulaciones de Álvar Núñez Cabeza de Vaca, Domingo Martínez de Irala, Juan Ortiz de Zárate.
Según el jurista Vicente Quezada y parte de la historiografía argentina, la gobernación se habría extendido desde el río de la Plata por la costa del océano Atlántico "hasta" el estrecho de Magallanes, más 200 leguas de costa en el océano Pacífico desde la boca occidental del Estrecho.

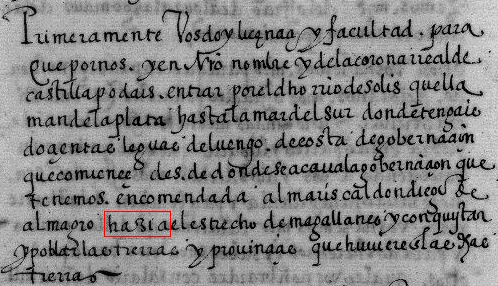
Extracto de la capitulación con Pedro de Mendoza, 21 de mayo de 1534, destacándose la palabra "hazia".

Sin embargo, Quesada ha sido acusado de omitir la capitulación de Alcazaba, suponiendo que la gobernación de Pedro de Mendoza habría llegado "hasta" el estrecho de Magallanes, y no que las 200 leguas iban en dirección sur "hacia" dicho estrecho, pero sin llegar a él, como dice el documento original, por lo que se describe su transcripción de la real cédula como errónea en esa palabra que cambia su significado. La acusación sobre la omisión de la capitulación de Alcazaba es injustificada, por cuanto Quesada se ocupa de ésta en el capítulo 2 y 3 de su obra titulada "Historia colonial argentina".
El 21 de mayo de 1534 el rey firmó otras tres capitulaciones para explorar y ocupar las tierras americanas, estableciéndose provincias o gobernaciones de 200 leguas de extensión norte-sur, entre ellas la gobernación de Nueva León, otorgada a Simón de Alcazaba y Sotomayor, entre el océano Atlántico y Pacífico, al sur de los 36°57'09" sur (línea de Coronel a Pinamar) y hasta los 48°22'52" sur (línea de isla Campana a bahía Laura), según la historiografía chilena.
Alcazaba funda un asentamiento en el territorio llamado Puerto Leones o Nueva León. Pero Alcazaba había entrado en territorio que no era de su gobernación, ya que en su capitulación dice "podáis conquistar, pacificar y poblar las tierras y provincias que hubiere por la dicha costa del mar del sur en las dichas doscientas leguas más cercanas a los límites de la gobernación que tenemos encomendada a don Pedro de Mendoza" y, por ende, mal podía conquistar ni descubrir tierras situadas en la mar del norte (Atlántico). Claramente, se ve que la capitulación de Alcazaba no se extendía sino doscientas leguas en el mar del sur (Pacífico). Frecuentemente, por ignorancia de la geografía o por exceso de ambición y codicia, los descubridores y conquistadores no dudaban en lanzarse a una expedición para la que no estaban facultados o en tomar por sí en nombre de la corona como gobernación lo que había sido señalado a otro.
Posteriormente al ser concedida la gobernación a Francisco de Camargo el 8 de diciembre de 1536, el territorio es extendido hasta el estrecho de Magallanes, según la historiografía chilena.
El 20 de noviembre de 1542 el rey Carlos I crea el virreinato del Perú, reemplazando las subdivisiones que habían hasta ese entonces.
Según Manuel Ravest Mora, se produjo una superposición de jurisdicciones entre la Gobernación de Chile y la Provincia del Plata entre el paralelo 48º 05' sur entre 1570 y 1661, cerca del Puerto Deseado, hasta el Estrecho de Magallanes por el sur y ambos mares en el oeste y este respectivamente, también debido al conocimiento geográfico de la época.
Posteriormente, estas gobernaciones tuvieron cambios territoriales: en 1563, a la Capitanía General de Chile se le restó la gobernación del Tucumán y el Corregimiento de Cuyo en 1776. Por otro lado, la Gobernación del Río de la Plata fue dividida en 1617 con la creación de la Gobernación del Guayrá (actual Paraguay).
Por otro lado, lo que quedaba de la Nueva Andalucía incorporó algunos territorios al noreste de sus límites, para formar la Gobernación del Río de la Plata y del Paraguay, con capital en Asunción, que tomó su forma definitiva en 1569. Por fuera del territorio dominado por los españoles había amplios territorios nunca colonizados, como la Patagonia, la mayor parte de la Pampa, casi todo el Chaco, y hasta mediados del siglo XVIII, el "continente de Entre Ríos" y los territorios al este del río Uruguay.
Los límites de las gobernaciones estaban muy pobremente establecidos, porque lo que se establecía con precisión era la jurisdicción de cada ciudad, villa y pueblo: al momento de su fundación, cada ciudad establecía sus fronteras, dentro de las cuales tenían derecho a apoderarse de todas las tierras y, muy especialmente, de los indígenas con que se formaron las encomiendas de los fundadores. Posteriormente, al fijar el territorio de una provincia o gobernación, el Rey establecía qué ciudades formaban parte de ella, manteniendo intactos los límites de las jurisdicciones de cada ciudad.
Mucho antes de las fundaciones de Santa Fe y Buenos Aires, el gobernador Domingo Martínez de Irala mandó a fundar la Villa de Ontiveros en 1554, sobre la margen izquierda del río Paraná, y dos años más tarde la Ciudad Real del Guayrá, a las que se sumó en 1570 la Villa Rica del Espíritu Santo. En conjunto, estas ciudades más algunas misiones fundadas por los jesuitas a principios del siglo XVII formaban la tenencia de gobierno del Guayrá, con algún grado de autonomía respecto de Asunción, y cuyo territorio coincidía aproximadamente con el estado de Paraná, hoy parte del Brasil. Desde 1596 existió otra tenencia de gobierno, la de Itatín, con capital en Santiago de Jerez, ciudad fundada en 1579.
En 1572 fue fundada Santa Fe, en 1580 fue refundada Buenos Aires, en 1585 Concepción del Bermejo, y en 1588 Corrientes, todas ellas formando parte de la gobernación del Río de la Plata y del Paraguay. En la gobernación del Tucumán, tras la crisis de la primera guerra calchaquí, existían las ciudades de Santiago del Estero, Londres, San Miguel de Tucumán, Esteco, Córdoba, Salta, La Rioja y San Salvador de Jujuy. Y en Cuyo, dependiente de Chile, existían las ciudades de Mendoza, San Juan y San Luis.
El cabildo de Asunción pidió reiteradamente al Rey la división de su gobernación, que era demasiado extensa, separando de ella las tenencias de gobierno del Itatín y del Guayrá. Finalmente el Rey accedió a la solicitud en 1518, pero con una novedad: por un lado quedaba la Gobernación del Río de la Plata, con capital en Buenos Aires, y que incluía también a Concepción del Bermejo, Corrientes y Santa Fe. Por el otro, la Gobernación del Paraguay, con capital en Asunción, y que incluía también el Guayrá y el Itatín. Sus límites eran: por el este, teóricamente la línea de Tordesillas, por el norte los ríos Tieté y Tacuary, por el oeste el río Paraguay, y por el sur el río Paraná, quedando mal establecido el resto de este límite hasta la línea de Tordesillas.
La gobernación del Tucumán tenía por límites oeste y norte aproximadamente los mismos límites internacionales actuales de las provincias argentinas de Jujuy, Salta, Catamarca y La Rioja, y los actuales límites interprovinciales que separan La Rioja y Córdoba de San Juan y San Luis. Por el este, dado que en su mayor parte estaba separada del Río de la Plata y del Paraguay por el Chaco, sólo estaba establecida la frontera a lo largo del arroyo Tortugas, actual zona central del límite entre Córdoba y Santa Fe.

## Virreinato del Río de la Plata

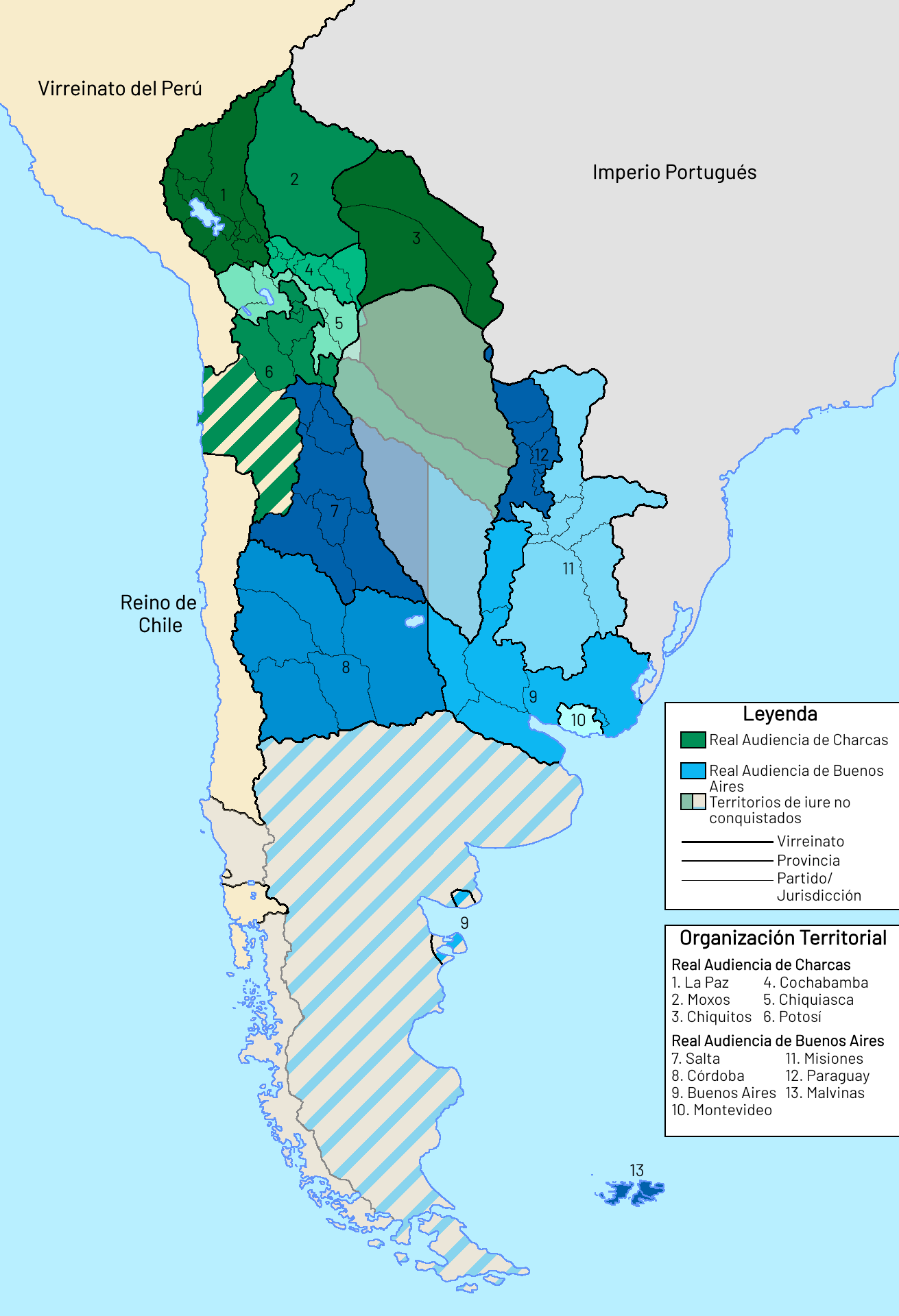
El Virreinato del Río de la Plata, previo a la Revolución de Mayo.

La organización territorial argentina es heredera del Virreinato del Río de la Plata, que se extendía por lo que hoy son las repúblicas de Argentina, Bolivia (conocido entonces como Alto Perú), Paraguay, Uruguay (denominado Banda Oriental por los españoles y Provincia Cisplatina por los portugueses), partes de Brasil (el actual estado de Río Grande do Sul), Chile (dominios chilenos actuales que no formaban en esa época parte de la Capitanía General de Chile) y Perú.

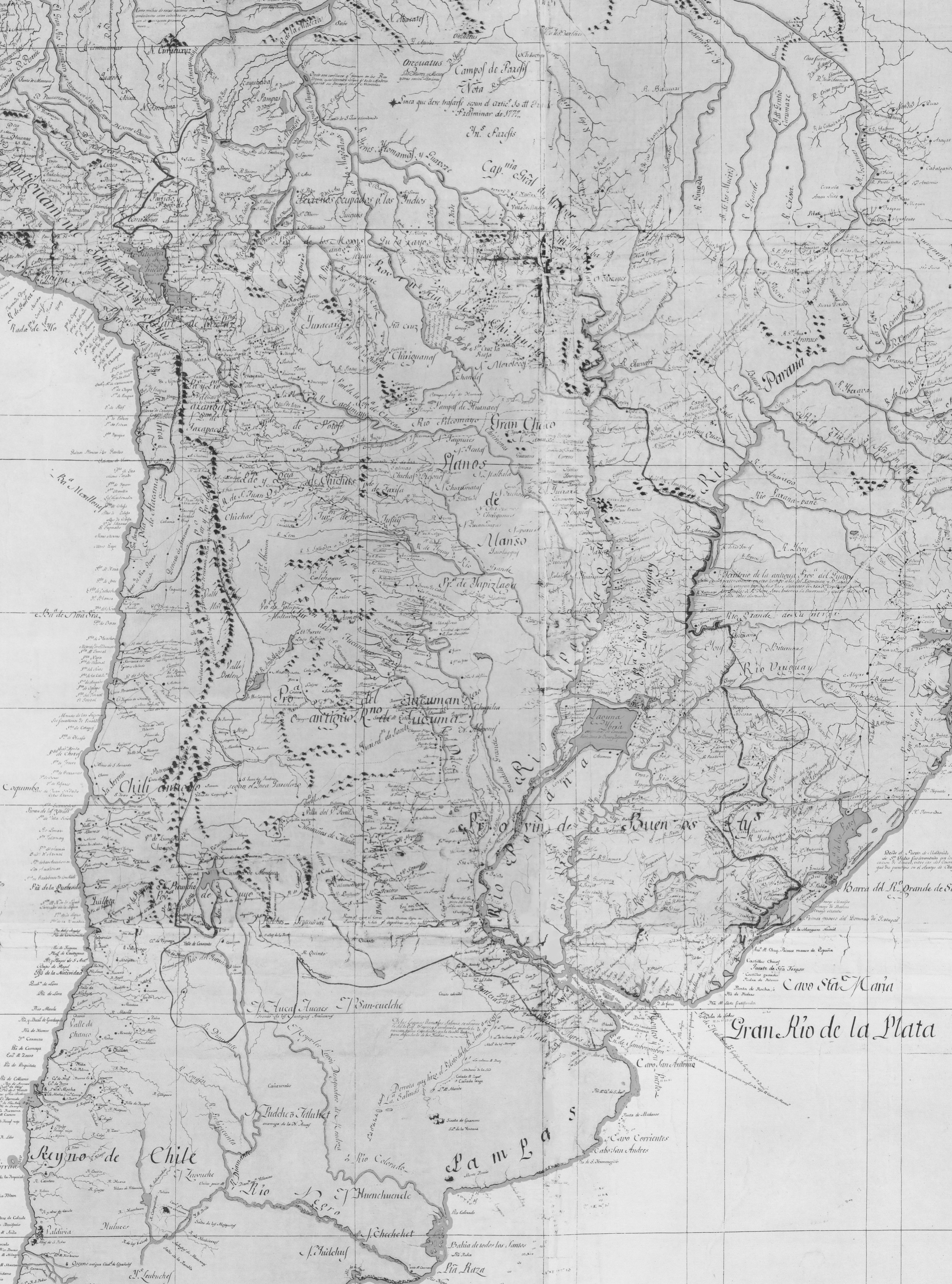
Virreinato del Río de la Plata en el mapa de la América del Sur de Agustín Ibáñez y Bojons del año 1800.

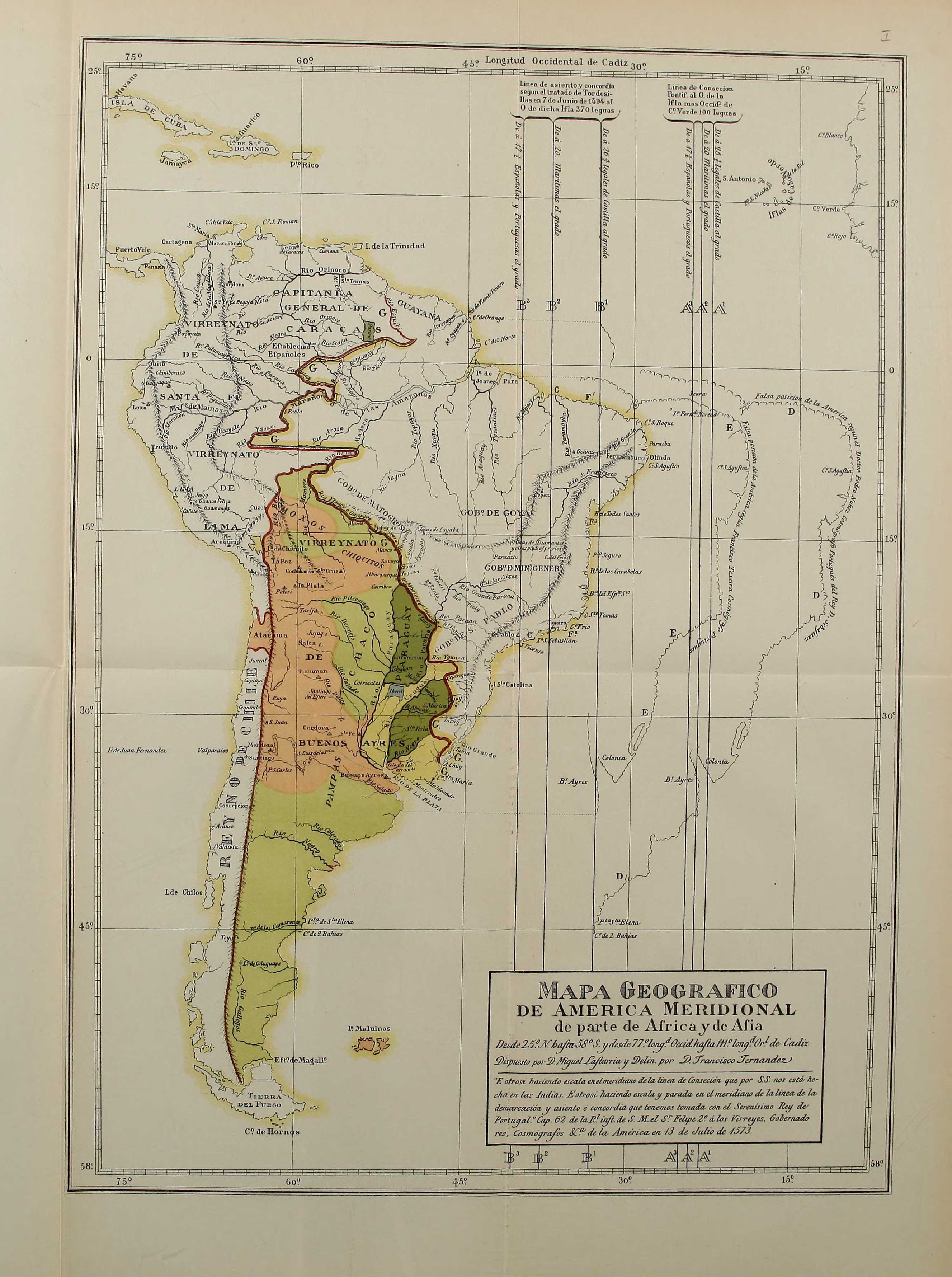
Mapa del Virreinato del Río de la Plata realizado por Miguel de Lastarria en 1804.

Un importante porcentaje de tierras adyacentes se hallaban ocupadas por indígenas, en especial el Gran Chaco y la Patagonia, que luego serían ocupados por Argentina y el resto de estados. 
Políticamente, el Virreinato estaba constituido por ocho Intendencias y cuatro gobiernos político-militares:
- Gobernación-Intendencia de Buenos Aires, de la cual dependían:
  - Gobierno Político y Militar de Montevideo
  - Gobierno Político y militar de Misiones, reducida a una comandancia de armas; abarcaba los departamentos de Yapeyú, Candelaria y Concepción. El departamento de Santiago se incorporó al Paraguay en 1805, y los de San Miguel y parte de los de Yapeyú y Concepción estaban ocupados por los portugueses.

- Gobernación-Intendencia del Paraguay

- Gobernación-Intendencia de Córdoba del Tucumán

- Gobernación-Intendencia de Salta del Tucumán

- Gobernación-Intendencia de Potosí

- Gobernación-Intendencia de Charcas; bajo supervisión de la Real Audiencia de Charcas:
  - Gobierno político y militar de Moxos
  - Gobierno político y militar de Chiquitos

- Gobernación-Intendencia de La Paz

- Gobernación-Intendencia de Cochabamba

Los límites externos de la superintendencia de Buenos Aires estaban mal delimitados y peor defendidos; el límite mejor establecido era con el Paraguay, a lo largo del río Paraná, aguas arriba de Corrientes. Mientras los límites de Corrientes por el norte, oeste y sur eran prácticamente los actuales, y mientras el del este estaba fijado sobre los esteros del Iberá, en las actuales Entre Ríos y Uruguay eran muy distintos: la mitad de Entre Ríos, al oeste del río Gualeguay, era jurisdicción de la ciudad de Santa Fe, mientras que al este pertenecían a la ciudad de Buenos Aires; y una zona mal determinada al noreste pertenecía a las Misiones. Para la Banda Oriental, la mayor parte estaba dividida por el río Negro entre las Misiones al norte y Buenos Aires al sur; una zona bastante amplia en torno a Montevideo formaba la gobernación militar de ese nombre.
En 1801, la desorganización y decadencia del sistema de defensa del Imperio español quedaron enteramente en claro con la invasión por parte de Portugal de las Misiones Orientales –las siete misiones que estaban al este del río Uruguay, que las autoridades virreinales no atinaron a repeler. Exceptuando un breve período casi treinta años después, ese territorio quedaría bajo dominio portugués.
Un hecho cuya naturaleza permanece discutida también afectó la futura división territorial del Río de la Plata y el Paraguay: el rey Carlos IV ordenó que el gobernador de las Misiones, Bernardo de Velasco,

reúna en sí, por ahora, los dos Gobiernos del Paraguay y Misiones...

En otro pasaje del mismo decreto, ordenaba el rey que Velasco asumiera la gobernación paraguaya

...con reunión de los treinta pueblos guaranís de las Misiones.

Este nombramiento ha generado una larga controversia entre el Paraguay y la Argentina, dado que los historiadores paraguayos suelen interpretar que las dos provincias se unificaban en una sola –de lo cual se deduce que las Misiones pertenecían al Paraguay al momento de su independencia– mientras que los historiadores argentinos suelen considerar que sólo era una unión temporal, y que las Misiones nunca fueron parte del Paraguay.
Además de las gobernaciones y los gobiernos político-militares, existían dos fuertes sobre la costa patagónica, ambos fundados en 1779: el fuerte San José, sobre el istmo de la península Valdés, y el fuerte, puerto y villa de Carmen de Patagones, en la boca del río Negro. El primero de ellos, provisto de agua apenas por un manantial, languideció durante treinta años, hasta que fue destruido por un ataque indígena en 1810, pocas semanas después de la Revolución de Mayo. Carmen de Patagones, en cambio, ubicado a la vera de un caudaloso río, sirvió durante un siglo como avanzada de la civilización occidental en la Patagonia, se benefició del comercio con los indígenas, y fue una valiosa fuente de información privilegiada, anticipándose a muchos malones. Por contra, hasta la Conquista del Desierto o poco antes, su único vínculo con el resto del Virreinato fue el mar; durante toda su existencia, esa villa ha dependido políticamente de la ciudad y provincia de Buenos Aires.

## La década revolucionaria (1810-1820)
La Revolución de Mayo aspiraba a suceder en todo aspecto al Virreinato, a heredar la totalidad de su territorio e instituciones. Por eso es que heredó los límites exteriores y la subdivisión interna del virreinato, o pretendió hacerlo: el virrey del Perú, Abascal, declaró incorporado a su virreinato el llamado Alto Perú, es decir las intendencias de La Paz, Cochabamba, Charcas y Potosí, más las gobernaciones de Moxos y Chiquitos. Durante las Expediciones Auxiliadoras al Alto Perú los ejércitos rioplatenses recuperaron brevemente esas provincias, pero en la práctica se perdieron completamente a partir del año 1815, tras la definitiva derrota de Sipe Sipe; los gobiernos rioplatenses continuarían reivindicando esos territorios, pero nunca lograron ejercer ningún control sobre ellos.
Más drástica aún fue la separación de la Intendencia del Paraguay, que en ningún momento quedó bajo el control del gobierno central revolucionario: la expedición de Belgrano al Paraguay resultó un completo fracaso, al igual que el único tratado que se logró firmar con el gobierno de Asunción, en el cual se expresaba que la Provincia del Paraguay defendía su autonomía provincial y se consideraba parte integrante de las Provincias Unidas del Río de la Plata.
Una primera aproximación a la conformación geográfica de las Provincias Unidas se puede extraer de la lista de los miembros de la Junta Grande, el gobierno ejecutivo que se creó el 18 de diciembre de 1810 a partir de la Primera Junta, con la incorporación de los diputados provenientes de «los pueblos» que conformaban el ex Virreinato del Río de la Plata. A diferencia de lo que empezaría a ocurrir antes de que terminase la década revolucionaria, los pueblos representados no eran territorios ubicados dentro de un conjunto de límites, sino las ciudades y villas con cabildo, que tenían derecho a nombrar representantes. La Junta gobernó hasta el 22 de septiembre de 1811, y sus diputados provenían de las siguientes ciudades y villas: 
- Buenos Aires
- Catamarca
- Córdoba
- Corrientes
- San Salvador de Jujuy
- La Rioja
- Mendoza
- Salta
- San Juan
- San Luis
- Santa Fe
- Santiago del Estero
- Tarija
- San Miguel de Tucumán

El diputado por la villa de Concepción del Uruguay, uno de los primeros cabildos en apoyar la Revolución, declinó su nombramiento por ser realista. Los cabildos de Montevideo y Asunción se negaron a enviar sus diputados. El diputado por Santa Cruz de la Sierra no logró asistir por razones de salud. Los diputados electos de las provincias del Alto Perú (Cochabamba, Chuquisaca, Potosí y La Paz) todos sacerdotes, no pudieron concurrir ya que fueron impugnados.

### Cambios en las Intendencias
La revolución oriental, es decir el proceso por el cual la Banda Oriental se plegó a la Revolución independentista, y especialmente el Éxodo Oriental, generaron cambios de hecho en la organización interna de las Provincias Unidas del Río de la Plata –nombre más habitual del nuevo Estado– al unificar las zonas al sur del río Negro con las ubicadas al norte del mismo, que teóricamente seguían siendo estancias pertenecientes a las Misiones. También el sitio de Montevideo (1812-1814) hizo que los límites de la Gobernación militar de esa ciudad perdieran importancia. Para el momento de la caída de la ciudad, tanto los federales de José Artigas como el Directorio trataban a la Provincia Oriental como una división interna del Estado, con su límite interno a lo largo del río Uruguay.
Durante las primeras guerras civiles en Entre Ríos, los federales defendían el territorio como una unidad, mientras los unitarios atacaban desembarcando alternativamente en las costas de los ríos Paraná y Uruguay. El triunfo federal fue, entonces, la causa de la aparición de esta provincia. Esta es la única de las catorce provincias argentinas que llegaron al siglo XX que no se originó en torno a una ciudad, sino a los esfuerzos conjuntos de cuatro villas –Concepción del Uruguay, Gualeguay,Gualeguaychú y Paraná– y de los pueblos del espacio intermedio para defenderse de los ataques porteños.
Por su parte, el Directorio subdividió las dos intendencias de la antigua gobernación del Tucumán para su mejor administración y defensa: la Intendencia de Córdoba del Tucumán perdió en noviembre de 1813 las jurisdicciones subordinadas de Mendoza, San Juan y San Luis, que formaron juntas la Intendencia de Cuyo, con capital en la primera. La única ciudad que quedó subordinada a Córdoba fue La Rioja, aunque, en la práctica, desde 1816 se administró con casi completa autonomía del gobierno cordobés.
En octubre de 1814, la Intendencia de Salta del Tucumán quedó formada por la jurisdicción de esa ciudad más la de San Salvador de Jujuy y la de Tarija –aunque esta villa estuvo casi todo el período de la guerra bajo ocupación realista–, mientras que se creó la Intendencia de San Miguel de Tucumán, de la cual dependían las ciudades de Santiago del Estero y San Fernando del Valle de Catamarca y sus respectivas jurisdicciones.
Las fronteras indígenas sufrieron muy pocos cambios en esta década, aunque hubo un avance en el este de la provincia de Buenos Aires, donde se fundaron varias estancias y un pueblo: Dolores.
El cambio más importante de las fronteras exteriores, y quizá también de las interiores se dio a partir de la invasión lusobrasileña de la Banda Oriental, cuya capital y gran parte de su territorio quedaron en manos de los invasores. El gobierno argentino no hizo ningún intento de defender ni de recuperar el territorio, ya que pensaba que era la única forma de quitarse de encima a José Artigas, líder del Partido Federal, que controlaba varias provincias del este del país.

### Las provincias en la época del Congreso de Tucumán (1816-1820)
El Congreso de Tucumán fue una asamblea soberana que al mismo tiempo se desempeñó como tribunal, poder legislativo y constituyente. Sesionó en dos lugares distintos: desde marzo de 1816 a enero de 1817 lo hizo en la ciudad de San Miguel de Tucumán, y posteriormente en la ciudad de Buenos Aires, entre mayo de 1817 y febrero de 1820. El 9 de julio de 1816, el Congreso firmó la Acta de declaración de la independencia. Los diputados que lo componían en esa fecha provenían de:
- Buenos Aires (7)

Mapa de las provincias del Río de la Plata en 1816

- San Fernando del Valle de Catamarca: (2)
- Córdoba (4)
- Charcas (La Plata o Chuquisaca) (3)
- Chichas (Tupiza): (2)
- San Salvador de Jujuy:(1)
- La Rioja: (1)
- Mendoza: (2)
- Mizque: (1)
- Salta: (3)
- San Juan: (2)
- San Luis: (1)
- Santiago del Estero: (2)
- San Miguel de Tucumán: (2)

En la provincia de Santa Cruz de la Sierra no se realizó la congregación de la elección de los diputados. Las ciudades y villas del Alto Perú que habían pertenecido al Virreinato del Río de la Plata, no pudieron hacer llegar sus representantes por haber sido reconquistados por los realistas. Tal fue el caso de La Paz, Cochabamba y Potosí. Durante la tercera expedición auxiliadora al Alto Perú habían sido elegidos los diputados por Chichas, Charcas y Mizque, que se incorporaron al Congreso.[cita requerida]
Enfrentada al Directorio, la Liga Federal o Unión de los Pueblos Libres, fue una confederación de provincias aliadas liderada por José Artigas, e integrada por la Provincia Oriental, Córdoba, Corrientes, Entre Ríos, la de Santa Fe y los pueblos de Misiones. La mayoría de las provincias de la Liga Federal no enviaron sus representantes al Congreso del Tucumán, por estar en guerra civil contra el gobierno central. Solamente la provincia de Córdoba –que también se consideraba miembro de la Liga, pero no estaba aún en guerra con el Directorio– envió sus representantes, todos ellos de clara inclinación hacia el federalismo. Por otro lado, poco después el Directorio recuperaba el control de la provincia de Córdoba, que abandonó la Liga.
A mediados de 1819, cuando el Congreso de Tucumán sancionó la Constitución de ese año, las provincias que obedecían al Directorio y a la Liga Federal eran:
- Provincias leales al Directorio
  - Provincia de Buenos Aires
    - cabildo de Luján
    - cabildo de San Nicolás de los Arroyos[n. 3]

  - Provincia de Córdoba
    - tenencia de gobierno de La Rioja[n. 4]

  - Provincia de Cuyo
    - tenencia de gobierno de San Juan
    - tenencia de gobierno de San Luis

  - Provincia de Salta del Tucumán
    - tenencia de gobierno de San Salvador de Jujuy
    - tenencia de gobierno de Orán[n. 5]

  - Provincia de San Miguel de Tucumán
    - tenencia de gobierno de San Fernando del Valle de Catamarca
    - tenencia de gobierno de Santiago del Estero

- Liga de los Pueblos Libres
  - Provincia de Corrientes
  - Provincia de Entre Ríos
    - comandancia de La Bajada[n. 6]

  - Provincia de las Misiones
  - Provincia Oriental
  - Provincia de Santa Fe
    - cabildo de Rosario

El término provincia había sido utilizado, primero informalmente, y luego formalmente por los propios decretos reales para referirse a las gobernaciones indianas antes de la Ordenanza de Intendentes de 1782; el cual, además, iniciaba su texto llamando a las subdivisiones de esa jerarquía «provincias». Oficialmente el término utilizado fue el de «intendencia» o «gobernación intendencia», pero la palabra «provincia» continuaba siendo utilizada por la población en general. Desde la Revolución de Mayo en adelante, el nombre «intendencia» fue quedando relegado a unos cuantos documentos oficiales, tanto las leyes que las dividían como en los nombramientos de los gobernadores intendentes. El acta de la independencia menciona tanto a «los pueblos» como a «estas provincias», mientras que los nombres de «intendencia» e «intendente» prácticamente desaparecieron a partir de esa fecha.

## La anarquía y las autonomías provinciales
A fines de 1819 la situación se deterioró rápidamente: en noviembre era derrocado el gobierno de la provincia del Tucumán, en enero siguiente ocurría lo mismo con el de Cuyo, provincia que quedó dividida en tres, luego se sublevaba parte del Ejército del Norte y se negaba a combatir contra las provincias federales. Ese mismo mes las fuerzas de Artigas eran definitivamente derrotadas por los portugueses, a principios del mes siguiente el Directorio era completamente derrotado por los federales, y días más tarde quedaban disueltos el Congreso y el Directorio.
La llamada anarquía del Año XX arrastró a casi todas las provincias; Cuyo se dividió entre las provincias de Mendoza, San Juan y San Luis. Temiendo que ocurriese lo mismo con su provincia, el gobernador tucumano intentó conjurar el peligro creando la República del Tucumán; a su vez, el caudillo de Entre Ríos creó por bando la República de Entre Ríos, que incluía a Corrientes y Misiones. En ninguno de los dos casos aspiraron a la independencia, más bien lo contrario: apenas la intención de reforzar su autonomía y de mantener a las ciudades subordinadas sujetas al gobierno de cada provincia. En los dos casos, también, el experimento duró menos de un año: Santiago del Estero se convirtió en provincia en marzo de 1820, y Catamarca en agosto de 1821, cuando ya la República del Tucumán no existía. Por su parte, la República de Entre Ríos murió en combate junto con su fundador, Francisco Ramírez, en marzo de 1821, aunque las provincias de Corrientes y Misiones debieron esperar hasta octubre del mismo año para reorganizarse como tales.
En 1823, las provincias llevaban ya más de tres años separadas e independientes, ligadas apenas por tratados parciales entre algunas de ellas y sin ninguna autoridad central. Eran en total trece provincias, cuyos límites entre ellas en las zonas no ocupadas por indígenas eran ya, en su gran mayoría, los mismos que serían en los siglos XIX, XX y XXI. En esta cuenta no están incluidas:
- el Alto Perú y Tarija, ocupados aún por los realistas;
- la Provincia Oriental, ocupada por el Imperio del Brasil, recientemente independizado de Portugal;
- lo que quedaba de la provincia de Misiones, en su mayor parte anexada a los Estados vecinos;
- los territorios aún controlados por los pueblos originarios.

### De las Provincias Unidas a la Confederación
En 1824 se reunió un Congreso en Buenos Aires, con la misión de sancionar una constitución. Pronto se vio obligado a hacer frente a otros desafíos: la campaña de los Treinta y Tres Orientales dio inicio a la guerra del Brasil, por la recuperación de la provincia Oriental. El Congreso decidió entonces crear un ejército capaz de llevar adelante la guerra, y para organizarlo fundó un Poder Ejecutivo nacional, encabezado por un Presidente de la República Argentina, que resultó ser Bernardino Rivadavia, que se dedicó a levantar un gran ejército. Éste se trasladó al este del río Uruguay y logró conservar las conquistas de los voluntarios orientales, que liberaron a casi toda la Banda Oriental con excepción de la ciudad de Montevideo.
El presidente consideró incompatible la existencia simultánea de la provincia de Buenos Aires y la República Argentina, y aprovechó la renuncia del gobernador Juan Gregorio de Las Heras para declarar disuelta la Sala de Representantes y el Poder Ejecutivo; el mismo Rivadavia asumió el gobierno de la provincia, que fue dividida entre una Capital de la República –gobernada por él, y que ocupaba una superficie mucho mayor que la actual Ciudad Autónoma de Buenos Aires– y el resto de la provincia, a la cual nunca le dio una capital, ni autoridades, ni forma alguna de autonomía.
Mientras tanto, Antonio José de Sucre, lugarteniente de Simón Bolívar, con algún apoyo del antiguo Ejército de los Andes del general argentino José de San Martín, terminó por aniquilar al Virreinato del Perú en la batalla de Ayacucho, a fines de 1824, y al año siguiente avanzó sobre el Alto Perú. Bolívar ordenó que, al formarse los nuevos estados independientes, se siguiera el principio del uti possidetis iuris, que significaba respetar las fronteras entre las antiguas posesiones españolas. Esto debería haber significado que el Alto Perú volviese a la obediencia de las Provincias Unidas, pero Sucre organizó un congreso de estas provincias –a las que sumó Tarija con Chichas, que nunca había sido una provincia– y éste declaró que era su deseo independizarse de España sin volver a someterse a las autoridades rioplatenses, tanto por las diferencias geográficas, humanas y sociales entre los territorios, como por la natural tendencia al autogobierno y por el caos en que estaban sumidas las Provincias Unidas. Pese a ciertos esfuerzos diplomáticos –muy claramente insuficientes– del gobierno rioplatense, poco costó a las provincias altoperuanas convencer a Sucre. Para convencer a Bolívar de aceptar su postura, recurrieron a la adulación: el nuevo Estado se llamaría República de Bolívar; el truco funcionó a la perfección y, sin una resistencia ordenada de parte de los rioplatenses, las cuatro provincias del norte del antiguo Virreinato se independizaron como República de Bolívar –hoy Bolivia.
La villa de Tarija, de la cual dependían algunas otras como Tupiza, no estuvo incluida en la convocatoria al Congreso boliviano de la independencia. En principio, la lealtad de Tarija a la Argentina era bastante generalizada, pero algunos vínculos comerciales y políticos que la ligaban a Charcas y Potosí llevaron a algunos dirigentes a pedir su incorporación a la República de Bolívar. Sucre, que había asumido el gobierno de la nueva república, apoyó decididamente a esta pequeña facción, y envió una división de su ejército a ocupar la ciudad. Ante los reclamos del gobernador salteño Juan Antonio Álvarez de Arenales, que se trasladó hasta Tarija, Sucre pareció conformarse, pero presionó sobre Bolívar, que se mostró indeciso. Una embajada enviada por el Congreso argentino se entrevistó varias veces con Bolívar, quien se convenció de entregar Tarija a la provincia de Salta. El cabildo tarijeño, convencido de que no servía de nada oponerse, aceptó el traspaso a la Argentina, con la condición de que no se incorporase a Salta, sino que fuese reconocida como provincia argentina. El secretario de la legación argentina se cambió de bando y ayudó a que Tarija proclamase su incorporación a Bolivia. Arenales, ocupado en la guerra civil contra Facundo Quiroga, rechazó airado esa anexión, pero no pudo impedir que el congreso boliviano incorporase a Tarija y Chichas en octubre de 1826, y en febrero del año siguiente fue derrocado. Tarija pertenece desde entonces a Bolivia.
El ejército establecido en la Banda Oriental pasó a la ofensiva e invadió San Pedro del Sur, derrotando al ejército imperial en la batalla de Ituzaingó. Pero no lograron vencer a la sitiada Montevideo, ni levantar el bloqueo naval que la escuadra imperial había impuesto a todo el Río de la Plata. Rivadavia envió a Manuel José García como embajador ante la corte brasileña, y éste entregó toda la Banda Oriental al Brasil. Tanto el Congreso como el propio presidente denunciaron el tratado, pero el mismo le costó el cargo a Rivadavia, que renunció. Su sucesor, Vicente López y Planes, llamó a elecciones para toda la anterior provincia, dejando de lado el experimento con la capital. Tras la renuncia de López, el nuevo gobernador porteño, Manuel Dorrego, se vio obligado a renunciar a la provincia Oriental, aunque logró que ésta se independizase como Estado Oriental del Uruguay y no fuese reincorporada al Brasil.
También durante la guerra del Brasil hubo otro proyecto frustrado: primeramente el gobernador de Santa Fe, Estanislao López, y después el general Fructuoso Rivera organizaron una campaña de reconquista de las Misiones Orientales –aquéllas que habían sido ocupadas por Portugal en 1801– pero el tratado de paz con el Imperio obligó a devolverles ese territorio.
La organización de Misiones fue muy compleja, ya que la parte más austral y más poblada de la provincia fue ocupada por la de Corrientes hasta 1827, en que fue obligada a evacuarla; el Paraguay ocupó una amplia zona –que incluía la totalidad de la provincia actual y varios territorios más al sur.
Con una serie de campañas dirigidas por los gobernadores Martín Rodríguez y Manuel Dorrego, Buenos Aires consolidó la ocupación de una amplia zona al sur y sudoeste de su territorio. Aunque prácticamente sólo se fundaron las actuales ciudades de Tandil y Bahía Blanca, ese amplio territorio estaba poblado por estancias ganaderas y fortines dispersos, y les fue quitado a los indígenas. La reacción de éstos fue empeorar los ataques e impedir el avance de la ocupación "blanca" hacia la Patagonia y la Pampa central; aunque también jugó un papel clave la falta de arroyos, que obligaba a cavar pozos de provisión de agua demasiado profundos para la tecnología de la época.

### Las catorce provincias
Ni Corrientes ni el Paraguay se resignaron a la pérdida de Misiones: dos años después de un avance correntino, en 1834 el dictador paraguayo Gaspar Rodríguez de Francia respondió ocupando la porción norte –la actual provincia de Misiones– con un ejército muy numeroso al que los correntinos no pudieron hacer frente. Los paraguayos edificaron una gran fortaleza, conocida como las Trincheras de San José, que se ubicaba en la actual ciudad de Posadas. El territorio del sur –los actuales departamentos correntinos de Santo Tomé, San Martín y Alvear– quedó incorporado a Corrientes, mientras que la situación más al norte continuaría inestable y sin solución permanente. Aún cuando en un tratado en 1852 el Paraguay reconoció la soberanía argentina sobre toda la margen izquierda del río Paraná, continuó ocupando la zona hasta la guerra de la Triple Alianza.
Las islas Malvinas habían sido pobladas por España, pero sus habitantes las evacuaron por completo en 1811. Volvió a ser poblada a partir de 1820 por rioplatenses, que organizaron estancias ganaderas e instalaciones para faenar lobos marinos. En 1826, el nuevo gobernador argentino fundó Puerto Luis, y algunos años más tarde se vio obligado a prohibir la caza de otáridos. En consecuencia, en 1831 capturó tres buques estadounidense que violaban esa norma; el 28 de diciembre de 1831, el puerto fue atacado y destruido por la corbeta estadounidense Lexington, cuyo capitán declaró a las islas res nullius antes de retirarse. Esta declaración fue aprovechada por Gran Bretaña, que en enero de 1833 tomó por la fuerza las islas con un gran buque de guerra, declarando que eran los dueños de las islas desde mediados del siglo XVIII; el capitán que estaba atracado no pudo resistir el embate y se retiró, evacuando a gran parte de la población. Los británicos no han dejado nunca las islas, mientras que la Argentina nunca dejó de reclamar por sus derechos.

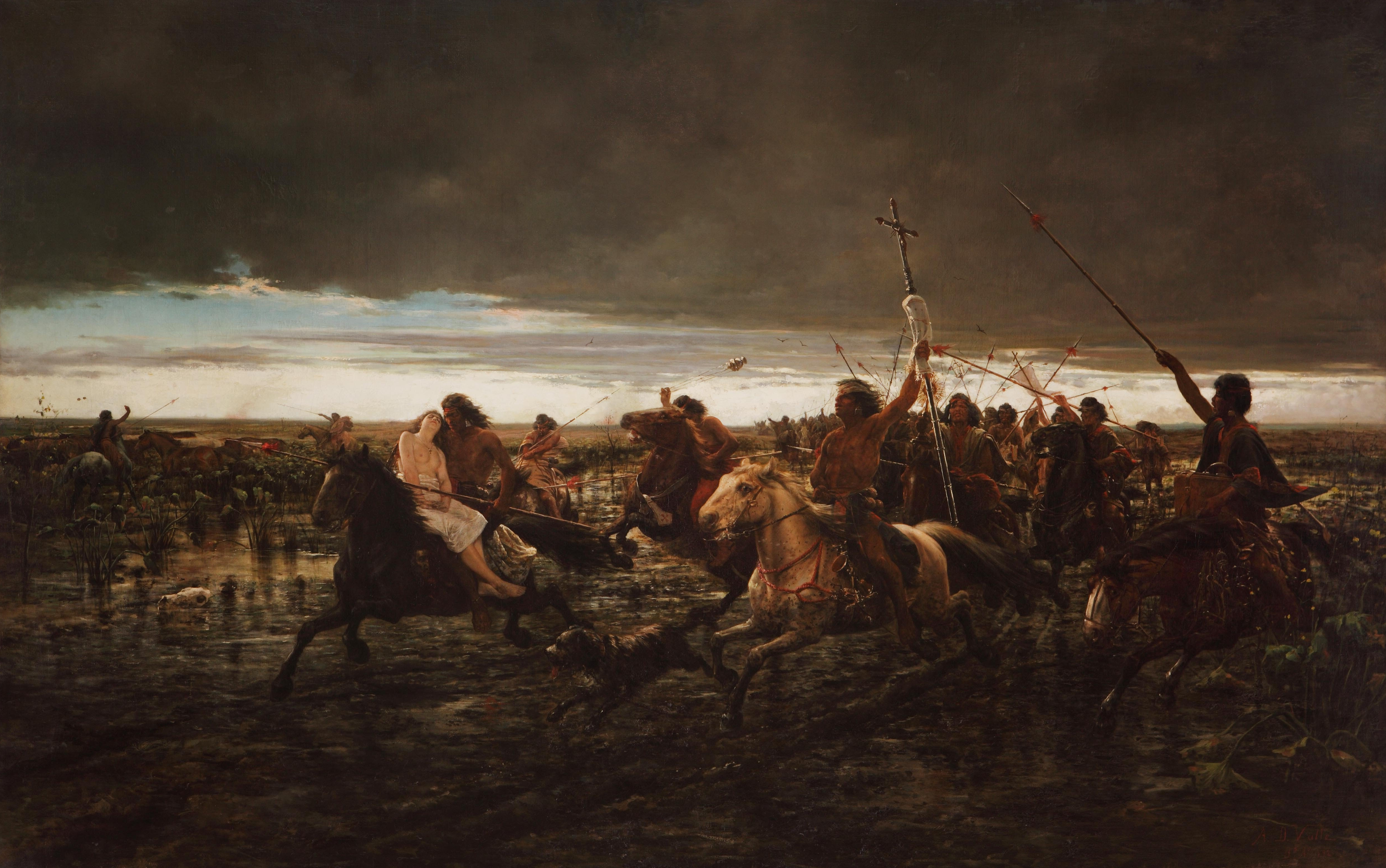
La vuelta del malón (1892), por Ángel Della Valle.

Juan Manuel de Rosas dejó la gobernación de Buenos Aires en diciembre de 1832, y se concentró en su gran proyecto personal: una campaña militar contra las tribus indígenas que lanzaban malones sobre las provincias argentinas. Tres columnas marcharon hacia el sur desde principios de marzo de 1833, ocupando las dos menores distintos puntos de la pampa central. La columna de Rosas, en cambio, cruzó rápidamente la provincia hacia el sur, y comenzó a buscar tolderías indígenas después de haber llegado al Río Colorado. Oficialmente, esta columna tomó posesión de amplias zonas al norte del río Negro, y algunos puntos aislados al sur de la misma. No obstante, prácticamente ninguna de las zonas alcanzadas por primera vez por los argentinos fue incorporada de hecho. El principal aporte a la geografía de la Argentina fue sentar precedentes de ocupación por ese país en regiones que el vecino Chile reclamaría como propias por razones históricas. Por otro lado, se pudo estabilizar un tanto las fronteras en las zonas ya ocupadas de la provincia de Buenos Aires, lo suficiente como para edificar numerosos fuertes, de los que nacerían ciudades como Azul y Tapalqué.
Los límites entre las provincias argentinas se mantuvieron asombrosamente intactos desde la época colonial. Hubo, sin embargo, un episodio en que media provincia fue anexada por otra, aunque por pocos años. Desde 1814, casi sin interrupción, diversas regiones de la Argentina estuvieron sumidos en una u otra guerra civil; durante las dos décadas que siguieron a la anarquía de 1820, el epicentro de estas guerras estuvo en las provincias del noroeste, con enfrentamientos entre unitarios y federales, o entre diversas facciones federales. Después de la guerra civil de 1828-1832, el caudillo más importante del noroeste fue Alejandro Heredia, de Tucumán, quien logró que la provincia de Catamarca le cediera el departamento Santa María. Más tarde, en agosto de 1834, aprovechó los conflictos internos en Catamarca para invadirla, y se retiró solamente después de haber ocupado y formalmente transferido a Tucumán los departamentos de Andalgalá, Belén y Tinogasta. Si bien la ocupación tucumana no fue estable, Catamarca no recuperó el oeste de su provincia hasta después de la muerte de Heredia, en 1838.
Heredia había colocado en el gobierno de la provincia de Salta al general Pablo Alemán, pero en 1834 apoyó una revolución en su contra. Como Alemán hizo exactamente lo mismo contra Heredia, éste organizó cuidadosamente su ejército e invadió Salta; el gobernador salteño estaba también preparado, pero entre estos preparativos estuvo retirar casi todas las fuerzas militares de la jurisdicción de San Salvador de Jujuy. Ante esta oportunidad, los jujeños se sublevaron y declararon su autonomía de la provincia de Salta. Alemán decidió defenderse de Heredia, pero fue vencido por el ejército jujeño. La jurisdicción de Jujuy fue aceptada como una nueva provincia. Desde esa fecha existieron las catorce provincias tradicionales de la Argentina, esquema que duró hasta enero de 1952, en que se incorporaron dos más.
En octubre de 1836, el mariscal Andrés de Santa Cruz, presidente hasta entonces de Bolivia, fundó la Confederación Perú-Boliviana, formada por Bolivia y el Perú. Su gobierno demostraba ser fuerte y consistente, por lo que algunos de los exiliados del norte argentino propiciaron la separación de las provincias de Jujuy, Salta y Tucumán de la Confederación Argentina para unirla a la nueva potencia del norte. Santa Cruz aprovechó el apoyo de unos cuantos descontentos e invadió la Puna, parte de la Quebrada de Humahuaca, y llegó a las cercanías de la ciudad de Salta. El general Rosas nombró al gobernador tucumano Alejandro Heredia jefe del Ejército del Norte, una fuerza improvisada, mal pertrechada y peor mandada. Además de recuperar los territorios recientemente invadidos, debía apoderarse también de Tupiza y Tarija, para incorporarlos a la Argentina. En evidente inferioridad de fuerzas, los hombres de Heredia lograron al menos alejar a los bolivianos de Salta y Jujuy, expulsándolos más allá de Humahuaca. Cuando los argentinos estaban ya dispuestos a admitir la pérdida de la Puna, Chile se sumó a la guerra contra Santa Cruz y su Confederación; los ejércitos chilenos dieron rápidamente cuenta del Ejército Perú-Boliviano, y la Puna –hasta el río La Quiaca– fue recuperada sin combatir. Esta fue la última oportunidad en que los ejércitos argentinos debieron combatir por un territorio en litigio hasta la guerra de las Malvinas de 1982.

## La Organización Nacional
La batalla de Caseros marcó el paso del período de las autonomías provinciales a la Organización Nacional. El vencedor, Justo José de Urquiza, fue nombrado Encargado de las Relaciones Exteriores de la Confederación. Los dirigentes de la provincia de Buenos Aires pasaron, a lo largo del año 1852, del apoyo entusiasta a la Constitución a la negativa, debido a que se había dispuesto que las provincias serían representadas por dos convencionales cada una, lo cual le quitaba a la provincia-capital las ventajas numéricas con las que había contado en 1819 y en 1827. El 11 de septiembre estalló un golpe de Estado que derrocó al gobernador Vicente López y separó a la provincia de la Confederación: nacía el Estado de Buenos Aires, separado de la Confederación Argentina, con su propia constitución, leyes y gobierno, en una seria amenaza a la integridad de la Argentina. La Confederación sancionó la Constitución Argentina de 1853 sin la participación de Buenos Aires. Las trece provincias que firmaron la Constitución fueron:
- Catamarca
- Córdoba
- Corrientes
- Entre Ríos
- Jujuy
- La Rioja
- Mendoza,
- Salta
- San Luis
- Santa Fe
- Santiago del Estero
- Tucumán

Tras haber fracasado durante siete años en sus esfuerzos militares para reincorporar a la provincia rebelde, en 1859, el presidente Urquiza dirigió una nueva campaña militar sobre Buenos Aires, logrando la victoria en la batalla de Cepeda y poniendo sitio a la ciudad de Buenos Aires; logró la firma del Pacto de San José de Flores, por el cual Buenos Aires se comprometía a incorporarse a la Confederación a cambio de que le permitiesen revisar la Constitución y proponer reformas, con lo cual la Argentina parecía a punto de unirse. Las reformas fueron presentadas al año siguiente y aprobadas a libro cerrado, a pesar de lo cual la provincia se volvió a negar a reincorporarse. Finalmente, en 1861, en la batalla de Pavón, Buenos Aires derrotó a la Confederación, sus ejércitos invadieron las provincias desafectas a su política –más de la mitad de ellas– y finalmente impusieron una unificación nominalmente federal, pero en la que Buenos Aires tenía una primacía y un poder de veto absolutos. Bajo la presidencia de Bartolomé Mitre, la Argentina quedó definitivamente unificada –no se ha dividido un solo día desde entonces– y cambió nuevamente su nombre, que se ha conservado hasta hoy: legalmente "Nación Argentina" y, menos formalmente, "República Argentina".

### Límites con el Paraguay
Como una de sus primeras medidas como jefe supremo de la Confederación, Urquiza envió a Santiago Derqui a Asunción, a firmar un tratado que lo mostrase como encargado de las Relaciones Exteriores. El presidente paraguayo Carlos Antonio López le recordó que durante todo su gobierno, Rosas se había negado expresamente a reconocer la Independencia del Paraguay. De modo que a mediados de 1852 se firmó un tratado de límites y navegación. El solo hecho de firmar un tratado significó el reconocimiento por parte de la Argentina de la Independencia del Paraguay. Por el mismo, la Argentina liberaba al Paraguay de cualquier limitación que se pudiera imponer a la navegación del río Paraná, mientras el Paraguay hacía lo mismo con el río Paraguay, aunque sólo para los buques de bandera Argentina. En el tratado Derqui-Varela, el Paraguay reconocía la soberanía argentina sobre la margen izquierda del Río Paraná, incluyendo la actual provincia de Misiones, y la Argentina reconocía la soberanía Paraguaya sobre ambas costas del río Paraguay hasta su desembocadura en el Paraná. No obstante, dado que Urquiza no envió el tratado al Congreso Nacional –tardaría alrededor de dos años en reunirse– el jefe de Estado paraguayo decidió ignorar lo acordado y mantuvo el control sobre Misiones hasta 1865.
Hubo un segundo intento en 1856, pero como el embajador argentino reclamó la soberanía de su país sobre el Chaco central y todo el Chaco austral, no hubo forma de que los diplomáticos se pusieran de acuerdo, y quedó en un simple tratado de navegación.
En 1864 estalló una guerra entre el Paraguay y el Imperio del Brasil, que al año siguiente arrastró también a la Argentina y el Uruguay: la guerra de la Triple Alianza o guerra del Paraguay. Durante la segunda fase de esta guerra, la invasión paraguaya de Corrientes, las tropas paraguayas permanecieron en las Misiones centrales –ubicadas entre los ríos Paraná y Uruguay–, y lanzaron varias expediciones de saqueo sobre los pueblos en manos de Corrientes; cuando las tropas paraguayas invasoras fueron vencidas y obligadas a regresar a su país, también las guarniciones en las Misiones centrales fueron abandonadas. Ocupadas brevemente por tropas brasileñas, la Trinchera de San José y las Misiones al este del Paraná fueron incorporadas por Corrientes como dos departamentos separados dentro de su organización territorial. Impulsados por la recogida de la yerba mate silvestre, la población comenzó finalmente a aumentar. En octubre de 1872 se fundó en Trincheras el pueblo y actual ciudad de Posadas. Para entonces la guerra había terminado con la completa derrota del Paraguay, que se vio obligado a renunciar definitivamente a esa zona.
Pese a la ampulosa frase del canciller argentino Mariano Adrián Varela sobre que 

"la victoria no da derechos a las naciones aliadas para declarar por sí, límites suyos los que el tratado señaló..."

...lo cierto es que la Argentina reclamó su soberanía sobre toda la región chaqueña, tanto el Chaco boreal como el Chaco Central y el Chaco Austral. En 1869 el Ejército Argentino ocupó Villa Occidental, ubicada justo enfrente de Asunción en la costa chaqueña y la rebautizó Villa Argentina; ya en esa fecha, el Brasil se esforzaba por impedir que la Argentina consiguiera imponer sus límites, que es justamente lo que hizo el Imperio.
En 5 de febrero de 1872, el presidente Sarmiento creó la Gobernación del Chaco, el primero de los territorios nacionales del país, es decir territorios de baja densidad de población que no pertenecían a ninguna provincia y eran administrados por el Estado nacional.
En respuesta, el Brasil y el Paraguay acordaron trabajar conjuntamente para que la Argentina no superase el río Pilcomayo. La Argentina dejó entonces de reclamar la mayor parte del Chaco Boreal y se concentró en que le fuese adjudicada la isla del Cerrito, el Chaco Central (la actual provincia de Formosa), cosa que el Paraguay aceptó. Además, un triángulo al norte del Pilcomayo, entre los ríos Paraguay, Pilcomayo y Verde, que incluía a Villa Argentina, fue sometido a un laudo arbitral por parte del presidente de los Estados Unidos, en ese momento Rutherford B. Hayes. Tras presentar ambas partes los documentos que acreditaban su derecho a ese territorio, el 12 de noviembre de 1878, Hayes resolvió que todo ese territorio era de soberanía paraguaya: la Villa Argentina pasó a llamarse Villa Hayes, el Chaco boreal pasó a ser exclusivamente paraguayo, y el límite entre ese país y su vecino del sur sería el río Pilcomayo en toda la extensión del territorio chaqueño.

### Territorios indígenas hacia 1870
1870 es una fecha clave para la configuración del territorio argentino: hasta ese momento, los malones indígenas habían sido enfrentados pasivamente, de forma tal que no eran absorbidos por la "civilización" ni obligados a retirarse demasiado lejos. Pero ese año terminó la guerra del Paraguay, devolviendo al interior del país un número de tropas disponibles para luchar contra los indígenas mucho mayor que los que la Argentina jamás había tenido; y además, mucho mejor armados, entrenados y comandados. Ese mismo año comenzaron las ofensivas contra los indígenas, quienes pudieron comprobar que con su estrategia habitual no podían frenar a los militares; de modo que –lentamente al principio y luego mucho más rápidamente– comenzaron a ceder terreno en el sur de Mendoza, en el centro y el sudoeste de Buenos Aires, en el centro-norte de Santa Fe, en el sudeste de Santiago del Estero y en el noreste de Salta hubo avances de decenas, en algunos lugares de a cientos de kilómetros en el mismo año. Con el avance de la década, el avance de los militares y civiles argentinos no hizo más que acelerarse.
En el Chaco, el general Manuel Obligado llevó primero la frontera desde San Javier hasta la actual Reconquista y desde allí al río Salado, que durante el resto de la década marcó la frontera con el Chaco ocupado por los indígenas. Luego se llevó a cabo la ocupación de todo el ángulo noreste de Santa Fe. Por su parte, el gobernador de Salta hizo avanzar su territorio nacional unos 100 km al este en el actual departamento San Martín, donde pudo abrir un camino para unir la ciudad de Orán con la frontera con Bolivia.
En Mendoza se produjeron avances en la frontera, que permitieron ocupar las zonas de Malargüe y General Alvear, mientras en San Luis y Córdoba se logró mantener a los ranqueles mucho más al sur de las zonas donde solían merodear. En términos generales, la línea defensiva pasó de estar a corta distancia del río Cuarto hasta el río Quinto. En el sur de Santa Fe los avances fueron menores, alcanzándose la actual ciudad de Venado Tuerto.
En Buenos Aires, la frontera avanzó lentamente hacia el oeste, ocupándose más allá del río Salado las zonas de Bragado y 25 de Mayo. Pero entre 1876 y 1877, el ministro de Guerra Adolfo Alsina construyó la llamada Zanja de Alsina, una instalación defensiva de 600 km de largo destinada a evitar el retiro de los malones, que rectificaba la frontera casi sobre el actual límite entre Buenos Aires y La Pampa. En sí misma, era una instalación defensiva, pero requirió un avance militar importante, que privó a los indígenas de sus mejores tierras, dejó sus refugios en la Pampa Central expuestos a un avance rápido desde la frontera, y permitió a los ganaderos porteños ocupar unos 56 000 km² adicionales. Tras dos años de debilitamiento de los indígenas y de campañas de desgaste, el nuevo ministro Julio Argentino Roca lanzó la Conquista del Desierto, con la que ocupó todo el territorio hasta los ríos Neuquén y Negro, lo que implicó la ocupación de más de casi 400 000 km².

### Colonia galesa en el Chubut
El nacionalismo moderno surgió como respuesta a las tendencias centralizadoras de los estados burgueses de la Europa del siglo XIX, que arrasaban con las particularidades de las minorías étnicas; en el caso de Gales, está quedó como una zona de baja densidad de población y una producción agrícola muy primitiva, con su iglesia convertida en satélite de la iglesia anglicana. Muchos de ellos planeaban irse y fundar una colonia en algún lugar del mundo. El lugar elegido era el valle inferior del río Chubut, donde en julio de 1866 se establecieron unos 150 colonos que fundaron cinco localidades, entre ellas Rawson, Trelew y Puerto Madryn. Varios grupos de galeses más llegaron en los siguientes 50 años, y en el siglo XXI sus descendientes reconocidos suman unos 50 000.
A diferencia de las colonizaciones en casi todo el resto de la Argentina, los colonos galeses tuvieron excelentes relaciones con las poblaciones nativas, tehuelches en este caso.
No hubo ninguna autoridad argentina en el valle del Chubut hasta el año 1875, pero siempre se reconoció la soberanía argentina sobre el territorio donde estaban asentados los galeses. Cuando finalmente se instaló un representante del gobierno nacional en Rawson no hubo ningún intento de permanecer independientes, y de hecho agradecieron su presencia, que ayudaba a solucionar periódicas crisis de aprovisionamiento. Las colonias galesas fueron la base del Territorio Nacional del Chubut, fundado en 1884 y con capital en Rawson. Desde allí se pobló el oeste provincial, y fueron esos galeses quienes defendieron la posición argentina cuando el vecino Chile quiso incorporar a su territorio el valle 16 de Octubre, donde ya se habían fundado Trevelin y Esquel.
También desde el bajo valle del Chubut se pobló el valle de Sarmiento, donde en 1902 se les sumarían algunos miles de inmigrantes bóers –descendientes de holandeses de la actual República Sudafricana– que se establecieron en el valle de Sarmiento. No obstante, este pueblo nunca alcanzó la masa crítica suficiente para mantener su idioma y sus tradiciones y, en el siglo XXI; sólo unos cuantos apellidos que suenan holandeses es lo que queda de esa inmigración. Para proveer a la población de Colonia Sarmiento se creó el puerto de Comodoro Rivadavia, que pronto fue casi abandonado por la absoluta falta de agua en sus cercanías; esta circunstancia llevaría más tarde al descubrimiento del enorme yacimiento de petróleo del Golfo San Jorge.

### Límites con Chile y con Bolivia

Disputa de la Patagonia Oriental, Tierra del Fuego y el estrecho de Magallanes entre Argentina y Chile entre 1842 y 1881.

En el marco de la disputa de la Patagonia Oriental, Tierra del Fuego y el estrecho de Magallanes entre Argentina y Chile entre 1842 y 1881, en 1856 se firmó un tratado de comercio con Chile, que incluía el reconocimiento del uti possidetis iuris de 1810 como la base sobre la cual debía establecerse el límite entre ambos países. Esto tras un debate surgido entre académicos de ambos países argumentando con numerosos documentos gubernamentales coloniales, estos discutían sobre cuál era el límite heredado del Imperio Español, lo cual era el motivo de la discordia diplomática. 
Argentina sostenía su pretensión sobre toda la Patagonia oriental en virtud de las capitulaciones con Pedro de Mendoza, Álvar Núñez Cabeza de Vaca, Domingo Martínez de Irala y de Juan Ortiz de Zárate y de la creación del Virreinato del Río de la Plata. La pretensión de Chile argumentó principalmente sobre el límite expuesto en el mapa de Juan de la Cruz Cano y Olmedilla de 1775, y  en virtud de cédulas de 1554, 1555, 1557, 1558, 1573, 1581, 1661, 1680, entre otras dentro de las cuales se incluía el estrecho de Magallanes y una atribución para Chile de una franja de tierra de cien leguas de ancho desde el Océano Pacífico.
Desde 1847, Chile poseía el Fuerte Bulnes en la costa del Estrecho de Magallanes, lo cual impulsaba a ambos países a tratar de resolver las discrepancias por la frontera. En 1865, frente al comienzo de la guerra de la Triple Alianza y de la guerra del Pacífico, se hizo un nuevo intento de fijar la frontera, sin éxito. En 1872 se repitió, pero el gobierno argentino se negó a negociar otra cosa que el Estrecho; la cancillería chilena empezaba a considerar la Patagonia oriental como algo sin interés ni valor, y se concentraba en conservar el Estrecho de Magallanes, las costas del Pacífico y el Cabo de Hornos.
La conquista del Desierto, además de eliminar la amenaza indígena, la insurgencia realista y ganar un inmenso territorio para la agricultura y la ganadería, también sirvió a la Argentina para ocupar de hecho territorios en disputa con el vecino Chile. Cumplida esta campaña y su homóloga chilena, ambos gobiernos empezaron una negociación definitiva por el límite en la Patagonia, el Estrecho de Magallanes, Tierra del Fuego y el archipiélago de Hornos. Tras encontrarse los presidentes de Chile y la Argentina a bordo de un buque de guerra chileno frente a Punta Arenas, en el llamado abrazo del Estrecho, en 1881 se firmó un tratado de límites: la frontera correría sobre las altas cumbres divisorias de aguas hasta el paralelo 52° sur: la opinión pública chilena aceptaba renunciar a la estepa patagónica, a la que no daba ningún valor, a cambio del Estrecho y el Cabo de Hornos, que permitían a Chile comunicarse con Europa. La totalidad del Estrecho quedaba para Chile y la isla de Tierra del Fuego quedaría dividida por el meridiano del Cabo Espíritu Santo hasta el Canal de Beagle.
Los límites con Bolivia eran una preocupación de primer orden para los gobiernos argentinos de la Organización Nacional; pero eran también excesivamente complejos, además de que costaba mucho coincidir en qué era lo que se estaba discutiendo: Bolivia sólo parecía tener interés en el Chaco boreal, mientras la Argentina estaba preocupada por la Puna y por las villas de Tupiza y Tarija. Tres tratados de 1858, 1865 y 1872 no fueron ratificados por los respectivos congresos nacionales.

## La época conservadora
Tras el final de las guerras civiles en 1880, la capitalización de Buenos Aires y la Conquista del Desierto, la Argentina ingresó en un período de paz –sólo interrumpida por unas cuantas revoluciones de brevísima duración– durante el cual se produjo un gran enriquecimiento y progreso, mientras el modelo agroexportador quedaba cristalizado en el tiempo. Durante este período terminó de tomar su forma casi definitiva la organización del territorio y sus límites.

### Fin de la conquista del desierto
La ley que había autorizado la campaña al desierto establecía que los cuerpos militares no podían avanzar u ocupar territorio más allá de los ríos Neuquén y Negro. La comandancia militar de la división oeste fue ubicada justo al norte del río Neuquén, en Chos Malal. Pero en el otoño de 1881, el coronel Napoleón Uriburu, con la excusa de que sus caballos pronto no tendría qué comer cuando llegase el invierno, ordenó cruzar el río Neuquén y avanzar hacia el sur, bien en el centro de la actual provincia del Neuquén. Una seguidilla de combates y masacres terminó con la resistencia de los caciques de la región, y en tres campañas, el Ejército Argentino ocupó toda la actual provincia, el oeste de la de Río Negro –incluyendo el lago Nahuel Huapi– y el noroeste de la actual provincia del Chubut.
El 22 de febrero de 1883 tuvo lugar el último choque entre indígenas y tropas argentinas en el combate de Apeleg, en el centro-oeste de la cuenca del Chubut, cerca de la cordillera, y muy lejos del territorio de donde venía huyendo el último gran cacique, Valentín Sayhueque; tras esa matanza, aún se cometió otra completa injusticia, cuando un oficial subalterno del Ejército se cruzó cerca de Puerto Deseado con el gran cacique tehuelche Orkeke, lo tomó prisionero sin ninguna causa visible y lo envió encadenado a Buenos Aires, donde moriría poco después. Si la campaña de 1879 y las primeras etapas de la campaña de 1881 pueden ser razonablemente defendidas por haber terminado con los malones contra las poblaciones blancas y la destrucción que conllevaban, las llamadas "Matanzas del Neuquén" y las conquistas del sur de Río Negro, Chubut y Santa Cruz fueron una guerra de agresión sin justificación alguna. De hecho, varias de esas parcialidades se sentían argentinas y se desplazaban siempre encabezados por la bandera nacional.

### Ley Orgánica de Territorios Nacionales
La ley n.º 28, del 17 de octubre de 1862, dispuso que todos los territorios que se reconocían como parte de la Argentina pero quedaban fuera de los límites o posesión de las provincias fueran administrados por el gobierno nacional. Con ellos se formarían territorios dependientes del gobierno nacional, a la espera que tuvieran una población suficiente para formar nuevas provincias. Mientras tanto, los territorios nacionales no tendría autonomía provincial y sus habitantes no podían votar diputados, senadores ni presidente. Sólo muchos años más tarde, las ciudades más grandes obtuvieron el derecho de votar sus autoridades municipales, cuando superaron los diez mil habitantes.
Ya existían los territorios nacionales del Gran Chaco, de la Patagonia y de Misiones cuando, el 16 de octubre de 1884, se sancionó la Ley Orgánica de Territorios Nacionales, Ley 1532, por iniciativa del presidente Julio Argentino Roca. Ésta establecía los límites de los territorios nacionales existentes y creaba algunos nuevos. También habilitaba la creación de legislaturas provinciales a partir de los treinta mil habitantes, y la creación de provincias de pleno derecho a partir de los sesenta mil.

### Los territorios nacionales del Chaco y Formosa
El primer territorio nacional fue el que nació como Gobernación del Chaco, que gradualmente fue llamado el Territorio Nacional del Gran Chaco. Su capital fue Villa Argentina, luego la isla del Cerrito y después nuevamente Villa Argentina, hasta que ésta debió ser evacuada debido al Laudo Hayes. Entonces la capital fue instalada en la ciudad de Formosa, fundada el 8 de abril de 1879. Sus límites eran el río Pilcomayo, el río Paraguay, el arroyo El Rey, el paralelo 28'15' sur, una línea en diagonal aproximadamente paralela a la costa del Salado, una línea recta a 90° de la anterior hasta el antiguo cauce del río Bermejo, y una línea recta al norte hasta el Pilcomayo.
Durante dos décadas, la totalidad de la población blanca estaba en las costas de los ríos Paraná y Paraguay, y de los cauces inferiores de los ríos Bermejo y Pilcomayo. El resto del territorio siguió en manos de los indígenas hasta la conquista del Chaco, una serie de operaciones de exploración y sometimiento, de las cuales la más importante fue la del general Benjamín Victorica en 1884. Si bien fue necesario hacer como mínimo dos campañas más, desde esa fecha la resistencia indígena en el Chaco fue insignificante.
El 16 de octubre de 1884 se sancionó la Ley Orgánica de Territorios Nacionales, Ley 1532, por iniciativa del presidente Julio Argentino Roca, que decidió la división del Territorio Nacional en dos: el territorio nacional de Formosa, con capital en la ciudad de ese nombre, y el Territorio Nacional del Chaco, con capital en la ciudad de Resistencia, en ese momento apenas una aldea informalmente instalada sin ningún orden. El límite entre ambas quedaba establecido sobre el río Bermejo, y se perdían vastas superficies a manos de las provincias de Santa Fe (parte de los departamentos de General Obligado y 9 de Julio), Santiago del Estero (parte de los departamentos de Copo, Alberdi, Moreno, Juan Felipe Ibarra, General Taboada y Belgrano) y Salta (parte del departamento Rivadavia).
Territorio nacional del Chacocon una población relativamente densa junto a la costa del Paraná, y con algunas colonias de inmigrantes –fue muy importante el ingreso de inmigrantes de Europa Central– sobre el Bermejo, el resto del territorio se pobló con mucha lentitud. Allí también se formaron colonias indígenas, donde los guaycurúes eran obligados a instalarse. Hacia fines del siglo XIX, las colonias del interior comenzaron a progresar, pero el avance definitivo hacia el interior debió esperar a la llegada del ferrocarril que unía Resistencia con Salta, que llegó al centro de la provincia en la primera mitad de los años 1910, para extenderse hacia Salta y por medio de ramales hacia el norte y el sur en la segunda mitad de esa década.
Territorio nacional de Formosael interior de la provincia permaneció prácticamente despoblado, excepto por su población nativa de pilagás y wichis, mientras que varias líneas de fortines intentaban controlar los movimientos de las tribus, especialmente desde y hacia el Paraguay. Uno de esos fortines, el fortín Yunká, hoy llamado Sargento Primero Leyes, fue víctima en el año 1919 de lo que la opinión pública llamó «el último malón», aunque es más probable que haya sido un simple hecho delictivo. Siete años antes, con las fundaciones de Clorinda y Pirané, se había empezado a poblar el interior del territorio, exclusivamente sobre la línea del ferrocarril Formosa-Embarcación. Su crecimiento poblacional fue muy lento al principio, para recién acelerarse después de la provincialización.

### Los territorios nacionales de la Pampa y la Patagonia
El segundo territorio nacional fue la Gobernación de la Patagonia, ubicada entre el río Negro desde su desembocadura hasta el meridiano 5to al oeste de Buenos Aires, por éste al norte hasta el paralelo 35° sur, por éste al oeste hasta el meridiano 10° al oeste de Buenos Aires, por este hacia el sur hasta el río Colorado y su afluente el río Barrancas hasta la Cordillera de los Andes. Por la Ley número 954 del 11 de octubre de 1878 –muy poco antes de la Campaña del Desierto– su territorio iba desde los límites de Córdoba y San Luis hasta el Cabo de Hornos. Su capital era la ciudad de Mercedes de Patagones, que poco después fue renombrada como Viedma.
En 1882 quedó dividida en dos, por la línea de los ríos Agrio, Neuquén y Negro: la sección al sur de estos ríos se llamaba Territorio Nacional de la Patagonia, mientras que la ubicada al norte se llamaba Territorio Nacional de la Pampa Central; ésta tenía una frontera relativamente larga con Chile, pero no tenía costas sobre el Atlántico. No obstante, nunca se nombraron los gobernadores y ministros del nuevo territorio nacional, ni se sancionó reglamentación local alguna; en la práctica, esa subdivisión nunca fue puesta en funcionamiento.
El 16 de octubre de 1884 se sancionó la Ley Orgánica de Territorios Nacionales que lo dividió en seis: el Territorio Nacional de La Pampa, que incluía todo el territorio al norte del río Colorado, pero que perdía un rectángulo en su ángulo noroeste, que pasó a Mendoza y San Luis; el Territorio Nacional del Neuquén, con los territorios al sur de los ríos Barrancas y Colorado, y al norte y oeste del río Limay; el Territorio Nacional de Río Negro, entre los ríos Limay y Negro por el norte y el paralelo 42° sur; el Territorio Nacional del Chubut, entre los paralelos 42° y 46° sur; el Territorio Nacional de Santa Cruz, entre los paralelos 46° y 52° sur; y el Territorio Nacional de Tierra del Fuego.
Territorio nacional de La Pampala primera localidad fundada en ese territorio fue Victorica, en 1882, que estaba ubicada muy cerca de las históricas tolderías ranqueles de Leuvucó, y que por eso se pensó hacerla capital. Pero la cesión a Mendoza y San Luis de un gran rectángulo en el noroeste dejó al pueblo muy cerca del límite con San Luis. Por ello se eligió como capital a General Acha, ubicada mucho más al sur, y más cerca de las Salinas Grandes de Calfucurá. Recién en 1900 se trasladó la capital a Sahta Rosa, ubicada junto a las generosas aguadas de Toay. Fue el territorio que más rápidamente creció hasta su provincialización, y es también el ex territorio nacional que más lentamente creció desde entonces.
Territorio nacional del Neuquénla primera capital fue, en realidad, un fuerte militar llamado Codihue, luego lo fueron efímeramente otras fortalezas como Campana Mahuida; Ñorquín y finalmente Chos Malal de nuevo, sede oficial desde 1888. En 1904 fue trasladada a la ciudad de Neuquén, debido a la llegada del ferrocarril. La casi totalidad del resto de la población estaba ubicada en determinados valles cordilleranos, a la sombra de los cuarteles militares, como en Las Lajas, Junín de los Andes y San Martín de los Andes.
Territorio nacional de Río Negroeste territorio contó con varias ventajas, como conservar la capital de toda la antigua gobernación, tener acceso directo del mar hacia un río navegable –para buques de escaso calado– por lo menos hasta la confluencia de los ríos Limay y Neuquén. Por contra, las mesetas del sur y el gran lago Nahuel Huapi eran casi inaccesibles desde la capital, Viedma. Gracias a sucesivos esfuerzos en la construcción de canales y acequias, el Alto Valle del río Negro se convirtió tempranamente en una zona dedicada a la producción de frutas.
Territorio nacional del Chubutfue organizado alrededor de la colonia galesa del valle inferior del río Chubut, desde donde se colonizaron la zona de Esquel y el valle de Sarmiento, donde en 1902 se les sumarían algunos miles de inmigrantes bóeres. Para proveer a la población de Colonia Sarmiento se creó el puerto de Comodoro Rivadavia, que pronto estuvo a punto de ser abandonado por la absoluta falta de agua en sus cercanías. Pero justamente buscando agua con una perforación profunda fue que en diciembre de 1907 se descubrió el yacimiento más grande y rendidor de la historia del petróleo en la Argentina. La economía del territorio nacional del Chubut y su población cambiaron para siempre.
Territorio nacional de Santa Cruzsu primera capital era Puerto Santa Cruz, hasta que en 1888 fue trasladada a Río Gallegos; fuera de estas dos localidades portuarias existían dos puertos más –Puerto Deseado y Puerto San Julián– y el resto era un inmenso páramo sembrado de estancias ovejeras, cuya única actividad era vender lana. A partir de los años 1920 surgieron otras poblaciones, pero se dedicaban a lo mismo hasta la década de 1940, cuando se descubrió petróleo en el norte. El aislamiento de la zona, la monoproducción lanera y la ambición de algunos empresarios llevaron, entre los años 1920 y 1922, a una huelga de peones de la lana que terminó en un baño de sangre; el hecho es conocido como la Patagonia rebelde.
Territorio nacional de Tierra del Fuegocontemporáneo a los demás territorios nacionales del sur, era el más pequeño y prácticamente no tenía población alguna que no fuera indígena –y esta última estaba retrocediendo rápidamente. Dedicada originalmente a la explotación de ovejas para lana, el año anterior a la creación del territorio se habían descubierto allí importantes yacimientos de oro, que tuvo una influencia disruptiva: causó intrigas y usurpaciones por parte de extranjeros, matanzas de indígenas y el desesperado intento de parte de los salesianos de salvarlos del exterminio concentrándolos en unos pocos refugios hacinados, que terminaron por acelerar su desaparición. Desde principios del siglo XX la principal actividad de la capital, Ushuaia, fue prestar servicios a la cárcel local, que además de albergar criminales peligrosos también recibía presos políticos.

### El Territorio Nacional de Misiones
Mientras tanto, la actual provincia de Misiones había sido ocupada por Corrientes, provincia que fundó allí doce pueblos entre 1879 y 1880, además de organizar el territorio en departamentos. En esta década también fue destruida la última tribu de guaraníes salvajes y se fijó el extremo norte del territorio en el río Iguazú. En 1882 se creó el Territorio Nacional de Misiones, sin los departamentos de Posadas, Santo Tomé, Alvear y La Cruz, y con capital en Corpus. El primer gobernador, hermano del presidente Roca, se negó a instalarse en Corpus y consiguió que el gobierno incorporase a Posadas en la provincia de Misiones y la nombrara capital del Territorio Nacional.
En octubre de 1884 se dictó la Ley Orgánica de Territorios Nacionales. El único de los tres territorios nacionales originales que no fue afectado en su territorio fue el de Misiones. A pesar de que Corrientes había loteado gran parte de la mitad occidental entre colonos y capitalistas, la ocupación del territorio fue muy gradual en el norte –la última población hacia el norte era Corpus, que además sólo era accesible por el Paraná– y especialmente en el este, lejos del río Paraná que funcionaba como principal vía de comunicación.
A diferencia del gobierno correntino, que había vendido lotes inmensos a unos pocos particulares, el gobierno del territorio nacional dividió la tierra en lotes de 50 a 100 hectáreas cada uno. Ese tamaño de división evitó que el terreno fuese deforestado en pocos años para dedicarlo a la ganadería, y en cambio se dedicó especialmente a los frutales, la mandioca, el té, el tabaco y la yerba mate, mientras la deforestación se hizo mucho más lentamente que en los terrenos asignados en los años 1870. Si bien se quiso imitar el modelo de colonias de inmigrantes de Santa Fe y Entre Ríos, prevaleció la división de la tierra en chacras individuales.
A partir de 1916, con los gobiernos de la Unión Cívica Radical, comenzó la ocupación del norte de la provincia: en 1919 fueron fundadas Eldorado, Puerto Rico y Montecarlo, las tres sobre la costa del Paraná. La apertura de una ruta por el centro de la provincia permitió fundar en 1921, Aristóbulo del Valle y Barracón –actualmente Bernardo de Irigoyen–, en 1926 Leandro N. Alem y en 1927 Oberá. En 1934 fue creado el Parque Nacional Iguazú.

### La Capital Federal
Durante la época inicial, en que se llamó Provincias Unidas del Río de la Plata, nadie puso en duda que la capital del país era Buenos Aires; los conflictos iniciales entre unitarios y federales se referían al pretendido derecho de esa ciudad de imponer su política al resto del país. Durante la época de la Confederación, aunque el mando supremo estuvo por mucho tiempo en manos del gobernador de Buenos Aires, ninguna ciudad ejerció realmente como capital. Después de la batalla de Caseros, con la secesión del Estado de Buenos Aires, la Confederación declaró capital del país a la ciudad de Paraná, con un territorio asociado que incluía la totalidad de la superficie de la provincia de Entre Ríos; y fue sólo después de la batalla de Pavón (1861) que la capitalidad quedó asociada a Buenos Aires de forma definitiva.
En las dos décadas después de Pavón, regresaron las discusiones acerca del derecho de Buenos Aires por ser árbitro del país, y los presidentes del interior (Sarmiento y Avellaneda) notaron que, en tanto huéspedes de la provincia de Buenos Aires, no tenían ninguna autoridad sobre la organización de la ciudad o sobre el cuerpo de policía. De modo que, en la segunda mitad de los años 1870, porteños y provincianos se aprestaron a solucionar de una vez la «cuestión capital».
Las milicias locales de la provincia de Buenos Aires se enfrentaron militarmente al Ejército Argentino, primero a cierta distancia de la capital y luego dentro de la misma ciudad, mientras el gobierno nacional se instalaba brevemente en el cercano pueblo de Belgrano. Las tropas nacionales prevalecieron, y Buenos Aires fue obligada a rendirse y a ceder a la Nación el partido de Buenos Aires, con alrededor unos 70 km², para edificar una Capital Federal.
La provincia de Buenos Aires levantó de cero una nueva capital, La Plata, mientras la Capital Federal incorporaba también los partidos de Belgrano y Flores, además de una rectificación con un aporte algo menor del partido de San Martín, el actual barrio de Villa Devoto. En total algo menos de 200 km², que se agrandarían hasta los 203 km² con tierras ganadas al Río de la Plata. Desde 1884 hubo catorce provincias, nueve territorios nacionales y una Capital Federal.

## Conflictos limítrofes entre 1880 y 1943

### Límites con Chile en la Patagonia

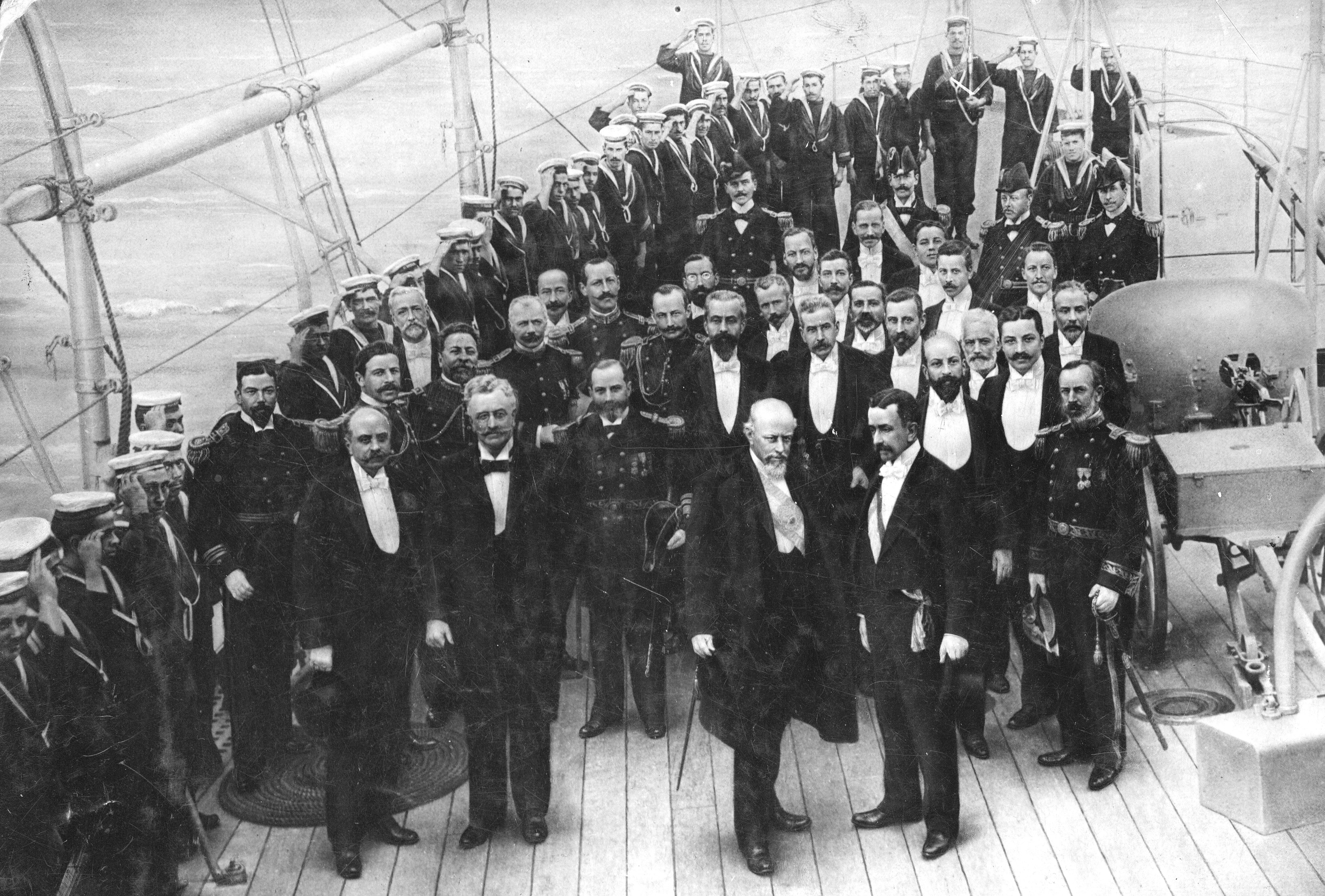
Encuentro de los presidentes Roca y Errázuriz en el Estrecho de Magallanes en 1899, conocido como el "Abrazo del Estrecho"

La definición de límites entre ambos países en 1881 no ofrecía problemas desde el Paso de San Francisco hasta el paralelo 40° sur, aún cuando la cumbre más alta, el Monte Aconcagua, no forma parte del límite. Pero en la cuenca del río Hua Hum, y -mucho más importante- las cuencas a partir de los 41°30' –las de los ríos Manso, Puelo, Futaleufú, Carrenleufú, Pico, Cochrane, Pascua, entre otras– las altas cumbres quedan ostensiblemente al oeste de la divisoria de aguas, que en varios lugares son zonas completamente llanas. De modo que Chile reclamaba el límite sobre la divisoria de aguas, y la Argentina sobre las altas cumbres.

Mapa de los cambios territoriales surgidos en Tierra del Fuego a base del protocolo de 1893.

Tal como se había establecido en el tratado de 1881, los dos países nombraron cada uno un perito; estos estudiaron con cuidado
la zona, pero no llegaron a nada concreto entre ellos. Un protocolo firmado en mayo de 1893 intentó solucionar el conflicto, pero sólo se avanzó con una declaración de que la Argentina no podía reclamar punto alguno en la costa del Pacífico, ni Chile en la del Atlántico. Durante la demarcación de los límites por las comisiones argentina y chilena, que iba sembrando la línea con "hitos", los ánimos entre la Argentina y Chile llegaron al máximo de agresividad, y ambos países estuvieron cerca de entrar en guerra. Salvó la paz la actitud del presidente José Evaristo Uriburu, avezado diplomático, que logró una y otra vez calmar los ánimos belicosos de los chilenos, tanto del gobierno como de la prensa.

Mapa de los cambios territoriales surgidos a partir del laudo de 1902.

Como estaba previsto en el tratado de 1881, se recurrió al rey de Gran Bretaña e Irlanda. Éste hizo hacer también su estudio local y llegó a la conclusión de que no se le podía dar toda la razón a ninguna de las partes. El 20 de noviembre de 1902, el rey británico emitió su dictamen, dividiendo varias de las cuencas por partes aproximadamente iguales, y basando el derecho de cada país en la ocupación histórica de cada región. Por este precedente de ocupación, por ejemplo, la cuenca del río Hua Hum y el lago Lácar, y la del valle 16 de Octubre quedaron enteramente del lado argentino. Sin embargo, posteriormente surgirían desacuerdos sobre la soberanía de algunos territorios como un tramo del Carrenleufú, junto al río Encuentro, en Chubut; el valle del lago del Desierto, el límite en el campo de hielo patagónico sur, en Santa Cruz; y en el archipiélago fueguino, las islas del Canal de Beagle, además de la Antártida.

### Frontera con el Brasil
Los primeros intentos de fijar el límite entre el Brasil y la Argentina entre los ríos Iguazú y Uruguay tuvieron lugar en 1857, pero solamente alcanzaron para determinar que el límite pasaría por los ríos Iguazú, Pepirí Guazú, San Antonio y Uruguay y, fuera de eso, terminaron sin resultados. En 1876, el Brasil protestó por la instalación de inmigrantes en una zona que reclamaba como suya, a lo que la Argentina respondió con un proyecto de mediación, aunque en definitiva no lograron ponerse de acuerdo.
En 1885 se firmó un acuerdo por el cual el Brasil introdujo los nombres de los ríos Chapecó y Chopim, a los que desde entonces llamarán Pepirí Miní y San Antonio Miní. En 1889, los ministros de relaciones exteriores de la recién creada República Federativa del Brasil y de la Argentina, Quintino Bocayuva y Estanislao Severo Zeballos, negociaron largamente un acuerdo sobre las Misiones orientales, resultando en la firma del Tratado de Montevideo, por el que se dividían los 30 200 km² en disputa en partes aproximadamente iguales. El Congreso brasileño, sin embargo, rechazó el tratado.
Como resultado del rechazo, se acordó someter la zona en litigio a un laudo arbitral de la presidencia de los Estados Unidos. Fue el presidente Grover Cleveland quien resolvió, en febrero de 1895, otorgando todo el territorio al Brasil, y explicando que los ríos Pepirí y San Antonio de que hablaban los textos anteriores son el Pepirí Guazú y el San Antonio Guazú, y los que mencionaba la Argentina debían ser el Pepirí Miní y el San Antonio Miní. Misiones quedó reducida a la mitad de la superficie reclamada inicialmente por la Argentina.
En 1910 y 1927 se firmaron algunas convenciones acerca de la soberanía en las islas de los ríos Uruguay e Iguazú.

### Frontera con Bolivia

Cuestión de Tarija (1825-1889)

En naranjo se muestra el territorio disputado entre Argentina y Bolivia.

Durante el período colonial existió el «corregimiento de Atacama», con cabecera en San Pedro de Atacama, que en la época virreinal se llamó «partido de Atacama», y formó parte de la intendencia de Potosí del Virreinato del Río de la Plata. Durante la guerra de independencia, el general Martín Miguel de Güemes incorporó todas las tierras de Nicolás Severo de Isasmendi a la provincia de Salta, incluyendo al partido de Atacama. Más tarde fue controlado por las fuerzas realistas, y en 1825 incorporado a Bolivia. Pero, en la práctica, nunca había sido enteramente reconocida como parte de Bolivia; en la época de las autonomías provinciales y durante la Organización Nacional, tanto la Argentina como Bolivia la consideraron propia, pero ninguno de los dos países se tomó el trabajo de ocuparla civil ni militarmente.
En 1888, Bolivia fue completamente derrotada por Chile en la guerra del Pacífico, y perdió la soberanía sobre la provincia de Antofagasta, que incluía la Puna de Atacama. Ese año de 1888, Bolivia descubrió que Chile había incorporado la región –en la práctica, sólo había ocupado San Pedro de Atacama– y, viendo que era imposible de recuperar, decidió utilizarla como moneda de cambio para solucionar los demás conflictos con la Argentina. En efecto, tras un acuerdo provisional, en 1889 cedió la totalidad del territorio ubicado al sur de la provincia de Sud Lípez a cambio de la fijación de un límite máximo en la zona chaqueña, establecido en el paralelo 22° sur, y la confirmación del resto de los límites, establecidos sobre los ríos La Quiaca, Grande de Tarija, Bermejo e Itaú.
Sin embargo, cuando se estaban demarcando los límites sobre el paralelo 22, se descubrió que la pequeña ciudad de Yacuiba, capital de la provincia del Gran Chaco en Bolivia, estaba ubicada justo al sur de ese paralelo. Bolivia solicitó alguna forma de rectificación, a lo que la Argentina respondió en 1897, cediendo a Bolivia una pequeña superficie entre dos cañadones que incluía la ciudad de Yacuiba, sin exigir a cambio ninguna contraprestación. No obstante, la provincia de Salta continuaría reclamando esa ciudad hasta el año 1925.

### Territorio Nacional de los Andes

Mapa de repartición territorial de la Puna de Atacama.

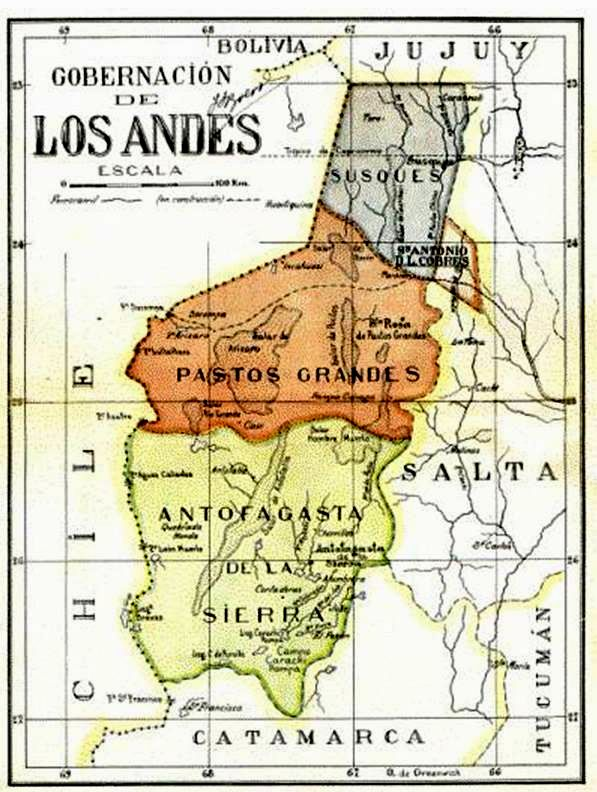
Mapa del territorio y sus divisiones

Por el tratado de 1889, Bolivia cedía la totalidad de la Puna de Atacama a la Argentina. Esto afectaba a Chile, que trató por todos los medios de llevar el asunto a un arbitraje de los Estados Unidos –que ya habían laudado dos veces en contra de la Argentina en el Chaco boreal y en Misiones– y lo consiguió, aunque de un modo indirecto, con una conferencia que se celebró en Buenos Aires a partir del 1 de marzo de 1899, en la cual, si no se lograse acuerdo, mediaría el enviado del presidente de los Estados Unidos. Este último, llamado Buchanan, terminó por otorgar a la Argentina la mayor parte del territorio en disputa, pero entregó a Chile la villa de San Pedro de Atacama más un cuadrilátero al este de ésta, formado por los nevados de Licancábur, Zapaleri, Rincón y Socompa. La extensión final de la unidad territorial argentina era de unos 62 642 km². Ambos gobiernos quedaron conformes.

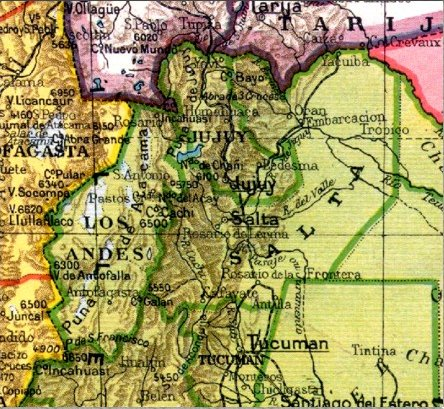
Mapa de principios del del noroeste argentino (NOA), donde se aprecia claramente el territorio de la extinta Gobernación.

Con los territorios de la Puna de Atacama, la ley N.° 3906 de enero de 1900 creó el territorio nacional de Los Andes. Su primera capital se ubicó en Novarro o Navarro, un antiquísimo caserío y fortín cercano a la salina de Tolar Grande. Su primer gobernador fue el general de origen italiano Daniel Cerri. Estaba dividido en tres departamentos: Susques, Santa Rosa de los Pastos Grandes y Antofagasta de la Sierra.
El pueblo de Novarro, inaccesible en invierno, debió ser abandonado. La provincia de Salta le cedió en 1902 el distrito de San Antonio de los Cobres del departamento de La Poma, ubicado en la cabecera superior de la quebrada del Toro y, por consiguiente, mucho más accesible que Novarro. Fue declarado capital del territorio por ley nacional en septiembre de 1902, y con su territorio se creó el cuarto departamento: el departamento San Antonio de los Cobres, el más pequeño pero más poblado.
Sus riquezas principales eran el comercio con Antofagasta, que perdió mucha de su importancia, y su riqueza minera, que fue prácticamente ignorada por los gobiernos conservadores. Por eso la población quedó estancada y hasta perdió volumen: 2508 habitantes en 1905 y 2348 en 1912. La construcción del llamado Tren a las Nubes favoreció a San Antonio de los Cobres, pero el resto del territorio permaneció despoblado.
El 9 de julio de 1925 la Argentina y Bolivia firmaron un tratado de límites, fijando la complicada sucesión de accidentes geográficos que se utilizaron para establecer la frontera entre el cerro Zapaleri y el río Bermejo. Entre otras cosas, establecía a la cima del cerro Branqui como hito fronterizo entre ambos países, que lleva el número 16, y la soberanía de ese país sobre las tierras entre este cerro y el extremo norte de Los Andes:

... confluencia de los Ríos San Antonio y San Juan, de donde continuará por el curso de este último hasta su unión con el Río Mojinete. De este punto se trazará otra línea recta hacia la cima del Cerro Branqui, de donde se pasará a la del Vaqueros ...

No obstante, por los conflictos entre conservadores y radicales no fue refrendado en ese momento, y recién entró en vigor el 11 de octubre de 1938.
Convencido de que nunca se alcanzaría la población exigida para ser provincia, en septiembre de 1943 el dictador Pedro Pablo Ramírez optó por disolver por decreto el territorio nacional y repartir sus departamentos: Susques para Jujuy, Pastos Grandes y San Antonio de Los Cobres para Salta, y Antofagasta de la Sierra para Catamarca. Además se entregaba a Jujuy el territorio cedido por Bolivia por el llamado protocolo Carrillo, que incluye la mayor parte de los actuales departamentos de Rinconada y Santa Catalina, llegando hasta el cerro Branqui, que es actualmente el punto más septentrional de la Argentina.

### La Antártida y las Malvinas
Desde la década de la Revolución de Mayo, el puerto de Buenos Aires participó en expediciones de cazadores de lobos marinos y de focas en todas las islas del Atlántico sur: las islas Malvinas, las islas Georgias del Sur, las islas Sandwich del Sur, las islas Orcadas del Sur y las islas Shetland del Sur. Aportó pilotos, marinos, planos marítimos, dinero y una base de operaciones. La caída de las Malvinas en manos británicas no terminó de alterar estas actividades, y tuvieron participación en expediciones de exploración. En 1901 el primer argentino viajó a la Antártida con la expedición de Otto Nordenskjöld, cuyo buque naufragó y fue rescatado por un buque al mando del teniente de navío Julián Irízar. En suma, la Argentina había estado participando en la exploración antártica muy marginalmente, de modo que era difícil que pudiese reclamar soberanía en el continente, excepto por razones de cercanía.

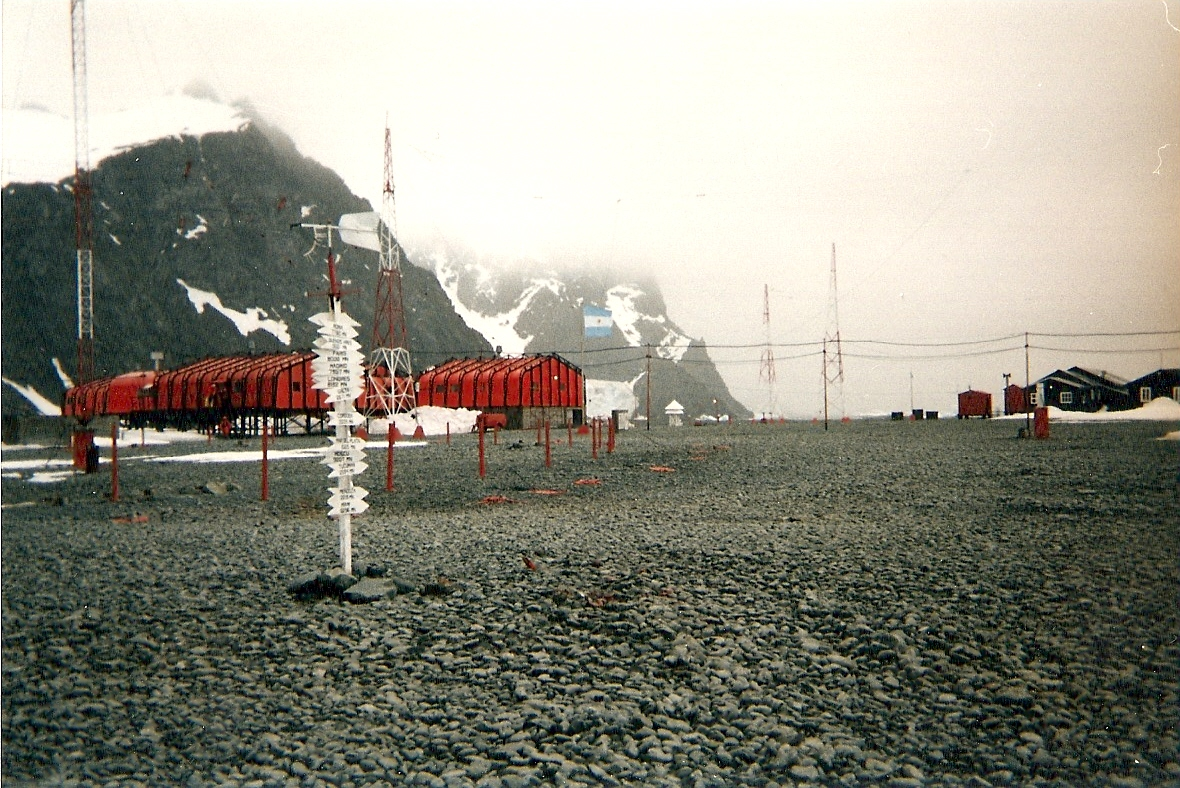
La Base Orcadas en el año 1996

Pero en enero de 1904, la Argentina compró a un explorador una estación meteorológica instalada en la isla Laurie, la más oriental de las islas Orcadas del Sur, donde se instaló una estación más completa y una oficina de correos. Ese establecimiento, que más tarde llevaría el nombre de Base Orcadas, es el establecimiento humano más antiguo que haya sido ocupado ininterrumpidamente en toda la Antártida, y es el principal argumento para los reclamos argentinos de soberanía. Fue, además, la excusa para iniciar una gran cantidad de viajes de exploración antártica.
Desde 1942, sin interrupción, la Argentina tiene también al menos una base en el continente antártico. Y desde 1952, la Argentina reclama el Sector Antártico Argentino, entre los meridianos 74° y 25° O y entre el paralelo 60° S y el Polo Sur, que incluye unos 965 314 km² de tierra emergida, más amplias zonas de barreras de hielo. Ese sector se superpone parcialmente con el de Chile y completamente con el reclamado por el Reino Unido.
En el año 1959, la Argentina fue uno de los firmantes del Tratado Antártico, que no solamente imponía restricciones al uso que pudiera dársele al territorio antártico –se prohibía todo uso militar y toda explotación económica y se prescribía que sólo se podrían utilizar las bases antárticas para investigación científica– sino que además se congelaban indefinidamente las disputas sobre soberanía, y se prohibía asignar títulos de soberanía y las nuevas peticiones de soberanía sobre la Antártida. Los firmantes no renuncian a su petición de reconocimiento de la soberanía, pero sí a hacerla efectiva mientras el Tratado siga en vigencia. 
Además del territorio antártico, la Argentina reclama la soberanía sobre las islas Malvinas desde la toma (considerado en Argentina como «usurpación») por parte de Gran Bretaña en 1833, las islas Georgias del Sur, reclamadas desde 1927 por razones de cercanía, y las islas Sandwich del Sur, por la misma razón, reclamadas desde 1948.
El primer reclamo argentino sobre las Malvinas tuvo lugar apenas unas semanas después de su invasión; no obstante, las guerras civiles argentinas y la participación británica en el bloqueo anglo-francés del Río de la Plata llevaron a que los reclamos fueran discontinuos, lo que el gobierno del Reino Unido interpretó como una renuncia a los reclamos. Desde 1849 la Argentina no hizo ningún reclamo formal, hasta que en 1884, el presidente Roca reclamó al Premier británico contra la ilegítima ocupación de las islas. Desde entonces, la Argentina ha reclamado anualmente su derecho soberano ante el Reino Unido y también, sucesivamente, ante la Sociedad de las Naciones y la Organización de las Naciones Unidas; desde el año 1965, la ONU considera que existe respecto a ese territorio una disputa [...] acerca de la soberanía entre ambos países.

## La Argentina contemporánea: el peronismo y después
El más sencillo de establecer de los límites internacionales de la Argentina es el establecido con el Uruguay, debido a que éste estuvo desde el principio establecido sobre el río Uruguay. A lo largo de fines del siglo XIX y principios del siglo XX, diversos tratados menores fijaron la soberanía sobre las islas ubicadas sobre el Uruguay, y especialmente la isla Martín García, la cual –aunque rodeada de islotes y aguas uruguayas– se conservó como de soberanía argentina. El Tratado de Límites del Río Uruguay de 1961, que fijó el límite sobre este río, el Tratado del Río de la Plata que estableció los límites de áreas de navegación, lecho fluvial y marítimo y subsuelo para el Río de la Plata y para las primeras doscientas millas de mar, y el tratado de junio de 1988 acerca de la demarcación del límite terrestre entre las islas Martín García y Timoteo Domínguez que se habían unido en la década anterior por acumulación de sedimentos, fueron los hechos más destacados de la historia de un límite sin conflictos notables.

### Gobernación militar de Comodoro Rivadavia

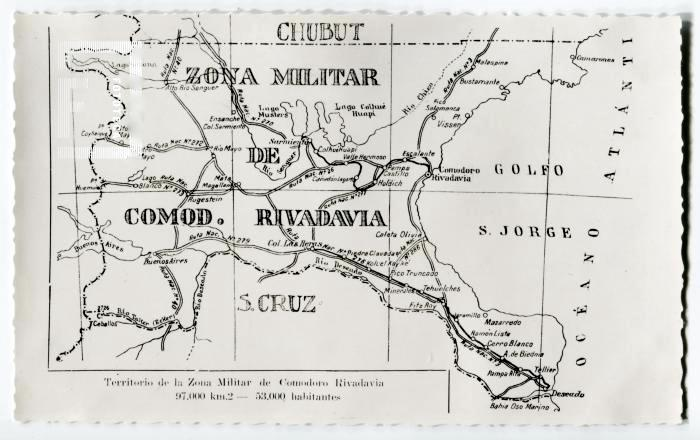
Mapa detallado de localidades y redes de comunicaciones de ruta y ferrocarriles en la Gobernación Militar. Uno de los objetivos de los gobernadores fue integrar todo el territorio con vías de acceso que aún hoy perduran.

El rápido crecimiento económico de la Argentina durante las décadas inmediatamente anteriores y posteriores al año 1900 estaba basado exclusivamente en la explotación agropecuaria, mientras otros sectores estaban muy subdesarrollados. Con el tiempo, hubo dirigentes que notaron que ese subdesarrollo sectorial hacía al país enormemente vulnerable; tal el caso del general Manuel Savio con el acero, o de los generales Enrique Mosconi y Alonso Baldrich, que descubrieron que la negativa de un solo proveedor de petróleo o sus derivados podía paralizar el país, e inclusive impedir las operaciones del Ejército. A lo largo de los años 1920 y 1930 se fue creando una conciencia de la importancia del petróleo entre los militares. La principal zona productora de petróleo y gas del país era el Golfo San Jorge, y especialmente el puerto más importancia sobre éste, Comodoro Rivadavia.
Considerando que a esa región le faltaba desarrollo para asegurar la producción y estaba excesivamente expuesta a un ataque militar –considerando que el mundo estaba inmerso en la Segunda Guerra Mundial–, el dictador Ramírez decretó en 1943 la creación de la Zona Militar de Comodoro Rivadavia, que al año siguiente pasó a ser la Gobernación Militar de Comodoro Rivadavia por decreto-ley del presidente de facto Edelmiro J. Farrell. Su capital fue la ciudad de Comodoro Rivadavia, y se formó quitándole a los entonces territorios nacionales del Chubut y de Santa Cruz 55 418 km² y 42 330 km²; respectivamente. Su extensión total era, entonces, de 97 748 km². El Congreso de la Nación ratificó la creación mediante la Ley N.º 12 913 sancionada el 19 de diciembre de 1946.
El origen de este territorio es anterior a la dictadura de 1943: en febrero de 1942 se creó la Agrupación Patagonia, un cuerpo mixto del Ejército que debía especializarse en defender esa zona, y que fue puesto al mando del coronel Ángel Solari. Éste realizó estudios y preparó un proyecto para presentar ante el Ministerio de Guerra y el Consejo de Defensa Nacional. La revolución de 1943 llevó al ministro de Guerra a la presidencia de facto, es decir sin limitaciones de ningún tipo, y que aprobó el proyecto, creándose de inmediato la Zona Militar de Comodoro Rivadavia. Al año siguiente, por decreto del dictador Edelmiro J. Farrell se creó la Gobernación Militar de Comodoro Rivadavia, o del Golfo de San Jorge.
Este territorio especial se extendía desde la cordillera de los Andes hasta el océano Atlántico, teniendo su límite con Chubut en el paralelo 44º 45'S: ocupó la totalidad de los actuales departamentos chubutenses de Río Senguer, Sarmiento y Escalante, así como la parte meridional del departamento Florentino Ameghino. Los límites meridionales con el Territorio Nacional de Santa Cruz estaban –de oeste a este– a lo largo de la vaguada de los ríos Ecker, Pinturas y Deseado hasta el Atlántico.
Constaba de 12 departamentos:
- Sarmiento
- Camarones
- Pico Salamanca
- Pico Truncado
- Comodoro Rivadavia
- Puerto Deseado
- Las Heras
- Lago Buenos Aires
- Los Huemules
- Alto Río Mayo
- Río Mayo
- Alto Río Senguer

División departamental de la Zona Militar Comodoro Rivadavia.

La creación de departamentos sin una cabecera importante estaba pensada para forzar la creación de nuevos pueblos, cosa que finalmente no ocurrió.
Orgánicamente, el territorio era aún mucho menos autónomo que los territorios nacionales de la época del general Roca, pero el enorme impulso que se dio a la obra pública llevó a un apoyo popular que se supone masivo. Hubo grandes urbanizaciones, se ganaron tierras al mar, se niveló el centro de la capital y se construyeron decenas de edificios públicos, tanto en la capital como en varias otras localidades. Se fundaron varias localidades pequeñas y la ciudad de Rada Tilly y, en 1949, el presidente Juan Domingo Perón inauguró el gasoducto Comodoro Rivadavia-Buenos Aires.
La población creció rápidamente, alimentada por la inmigración desde otras provincias; en 1953 llegaron a ser 51.898 habitantes. Eso llevó a Perón a proponer hacer de esta gobernación una provincia, que se llamaría Patagonia. Más tarde cambió de idea y propuso la creación de la provincia de Santa Cruz, pero con el límite norte en los 44º 45'S. Sin haberse resuelto el asunto, y en medio de la crisis de 1955, la Gobernación fue disuelta a fines de junio de ese año, devolviéndoseles los territorios originales al Chubut y Santa Cruz. Con la Revolución Libertadora, todo volvió a su forma original: la dictadura no estaba dispuesta a conservar nada que hubiese sido hecho por el peronismo.

### De territorios nacionales a provincias
El censo nacional de 1947 mostró que, de acuerdo a la Ley Orgánica de Territorios Nacionales, siete de los nueve territorios nacionales estaban en condiciones de hacerse provincias, ya que habían superado los 60 000 habitantes. Los territorios y sus habitantes fueron:
| Provincia        | Población |
| ---------------- | --------- |
| Chaco            | 430 555   |
| Misiones         | 246 396   |
| La Pampa         | 169 480   |
| Río Negro        | 134 350   |
| Formosa          | 113 790   |
| Chubut           | 92 456    |
| Neuquén          | 86 936    |
| Santa Cruz       | 42 880    |
| Tierra del Fuego | 5045      |

El presidente Perón optó por provincializar inicialmente sólo algunos de esos territorios. Eligió comenzar por las provincias del Chaco y de La Pampa, y cometió el error de permitir a sus seguidores una muestra de obsecuencia: las provincias fueron bautizadas provincia Presidente Perón y provincia Eva Perón. El 8 de agosto de 1951, los dos gobernadores de esos territorios nacionales pasaron a ser interventores federales de esas provincias y organizaron las elecciones correspondientes; el 4 de junio de 1953 asumieron las autoridades de las dos provincias.
A esas dos provincias les siguió, dos años más tarde, la provincia de Misiones, que tuvo una existencia efímera: a fines de septiembre del mismo año, Perón fue derrocado y las provincias volvieron a ser territorios nacionales. Para el momento del golpe de Estado, se habían puesto en marcha los procesos de provincialización de la provincia de Formosa, que pasó a ser provincia el 28 de junio de 1955, y de la provincia de Río Negro, que dejó de ser territorio nacional el 1 de julio de 1955. Ninguna de las dos llegó a celebrar elecciones.
Tres años más tarde, cuando la dictadura llamó a elecciones, lo hizo también con estas cinco provincias, para las cuales convocó también convenciones constituyentes, y para las provincias del Chubut, Neuquén y Santa Cruz. {{cr|Obsérvese que Santa Cruz estaba muy lejos de alcanzar los 60 000 habitantes; de hecho, para el censo de 1960 no había llegado a los 53 000 habitantes. De todos modos, la dictadura creó también esa provincia.
Se incorporaron así, a lo largo de una década, 1 110 662 km² al conjunto de las provincias, un 66,5% de aumento sobre la superficie anterior. Quedaban sin incluir 21 571 km² de Tierra del Fuego, más 203 km² de la Capital Federal.

### Tierra del Fuego, el último territorio nacional
En agosto de 1943, el dictador Pedro Pablo Ramírez dio por concluido el territorio nacional de Tierra del Fuego, y creó en su lugar la Gobernación Marítima de Tierra del Fuego, que dependía directamente del Ministerio de Marina. Éste estableció primero una base aeronaval en 1948, y una base naval en 1950. La cárcel de Ushuaia fue cerrada por orden del presidente Perón, y en 1949 se logró unir el sur y el norte de la isla a través del Paso Garibaldi.
Tras la caída de Perón, en febrero de 1957 se creó el Territorio Nacional de la Tierra del Fuego, Antártida e Islas del Atlántico Sur. Se proclamó solemnemente la soberanía sobre un sector de la Antártida, sólo para poner eso mismo en duda dos años más tarde, con la firma del Tratado Antártico, que suspendía indefinidamente toda reclamación territorial en el continente austral.
Las «islas del Atlántico Sur» eran las islas Malvinas, reclamadas al Reino Unido desde 1833, las islas Georgias del Sur, reclamadas desde 1927, y las islas Sandwich del Sur, reclamadas desde 1948.
Desde el año 1972, y por la Ley 19.640, Tierra del Fuego cuenta con un régimen de promoción industrial que en pocos años cambió la economía y la sociedad, especialmente en Río Grande; también desde esa época data el boom turístico de la isla, centrado en Ushuaia. Estos dos cambios generaron una tasa de crecimiento poblacional por inmigración no igualado en el resto del país, y por consiguiente problemas serios de disponibilidad de vivienda.

### Ajustes de límites internos
En términos generales, a fines del siglo XIX, los límites entre las provincias eran los mismos que en 1810, excepto en la Mesopotamia, en donde hubo cambios importantes en el siglo XIX. Pero estas fronteras no tenían precisión: los pueblos y sus zonas cultivadas inmediatas seguían siendo los mismos, pero con el avance de la privatización de la tierra se requirieron límites mucho más precisos, de modo que los límites entre las propiedades rurales coincidiesen con los provinciales.
Un caso particular fue, en la década de 1880, el de las provincias de Catamarca y Santiago del Estero: se trataba de una llanura sin ningún accidente orográfico y muy pocas corrientes de agua, que a su vez corrían de oeste a este. Los sucesivos intentos para fijar la frontera con precisión fracasaron; se pretendió fijarlo en el Camino Real a San Miguel de Tucumán, pero éste solía cambiar de recorrido por inundaciones, árboles caídos y otros accidentes. De modo que, en 1881, el ministro Antonio del Viso convocó a su despacho a los gobernadores de las dos provincias y, tras presionarlos lo necesario, éstos estuvieron de acuerdo en fijar el límite en la línea media de las vías del ramal de Córdoba a Tucumán, inaugurado pocos años antes. Santiago del Estero se quejó porque perdía pueblos como Esquiú y Recreo, y la mitad de Frías (Santiago del Estero), pero no apareció ninguna solución mejor: de hecho, en 1886 se inició un largo conflicto con Santa Fe, cuyo mediador tardó nueve años en responder, asignando una única línea recta. Mientras tanto, los pueblos a lo largo de la línea férrea siguieron creciendo a ambos lados de la misma, generándose el curioso caso de una seguidilla de pueblos dobles, cada uno dividido en dos y separado de su gemelo por una vía férrea de un metro de ancho.
En junio de 1967, el dictador Juan Carlos Onganía creó la Comisión Nacional de Límites Interprovinciales, con el objeto de solucionar cuanto antes los diferendos que quedaban: las provincias disponían de 90 días para presentar sus pretensiones y los antecedentes que las respaldasen, y la solución final quedaba a cargo de dos representante por distintas reparticiones del ministerio del Interior y uno del Instituto Geográfico Militar. De todas formas, la última palabra siempre la tenía el dictador.
Como había ocurrido en el siglo XIX, una de las provincias que más recurrió a tratados y arbitrajes fue Santiago del Estero, que debió fijar una complicada frontera con Tucumán, la cesión de una pequeña franja a Salta, la ganancia de un tramo mucho mayor de tierras inundables al norte de la Laguna Mar Chiquita cedido por Córdoba, y una rectificación de su frontera con Catamarca: del río Albigasta al sur, la ciudad de Frías quedó para Santiago del Estero y todos los pueblos al sur de ésta para Catamarca.

### Río Encuentro
De los muchos tramos complicados de la frontera entre Argentina y Chile, pocos tan complejos como el del río Carrenleufú/Palena –tales sus nombres argentino y chileno– con una cuenca fluvial enmarañada, y todo dentro de una cerrada selva valdiviana. Cuando, en 1903, Mr. Holdich, jefe de la comisión que colocaba los hitos, debió colocar el número 16 frente al río Encuentro, que figura en el laudo arbitral, nadie fue capaz de decirle dónde estaba ese río; de modo que lo colocó frente a un pequeño arroyo. Poco después le llegaron planos mejores, que demostraban que el río Encuentro estaba mucho más al oeste, pero Holdich ya había salido de la selva y no pensaba volver a entrar. Así se perdió un tramo valioso de territorio, que fue ocupado por los chilenos.
Años más tarde, en 1941, una comisión de reposición de los hitos notó el error en el hito 16, y los argentinos denunciaron el asunto. Mientras tanto, las cosas se complicaban cada vez más, ya que los nombres para los cerros, valles y ríos no eran los mismos para argentinos que para los chilenos. Recién en 1956 se pronunció el Congreso de Chile, llenando a los argentinos de acusaciones y pretendiendo imponer un mapa falsificado. En suma, que el conflicto fue a parar a un nuevo arbitraje, esta vez ante la reina de Gran Bretaña, Isabel II, que finalmente se expidió en diciembre de 1966: las tres cuartas partes del territorio para la Argentina, el resto para Chile; pero la parte que le tocó a Chile era un valle lluvioso y fértil, mientras que a la Argentina le tocaban en suerte bosques, riachos, piedras y arroyos: la parte alta de las tierras en conflicto.

### El Beagle
El Tratado de 1881 determinaba que todas las islas al sur del Canal de Beagle eran chilenas, pero la Argentina puso en duda hasta dónde llegaba el Canal; si éste era el cuerpo de agua que separaba Tierra del Fuego de las islas Hoste y Navarino, entonces el Canal se terminaba en el extremo este de Navarino, y las tres islas ubicadas más allá, las islas Picton, Nueva y Lennox no eran necesariamente chilenas –y por el principio "Chile en el Pacífico, Argentina en el Atlántico", necesariamente eran argentinas. Ese tramo final del Canal no pudo ser cartografiado, como todo el resto, en 1902, y el conflicto se prolongó hasta los años. Se decidió acudir a la mediación de la reina del Reino Unido, pero todo transcurrió muy lentamente, con varios años entre cada novedad y la siguiente.
En 1977 hubo un peligro real de entrar en guerra con Chile, pero finalmente ambas dictaduras fueron convencidas de someterse al arbitraje de la Reina.
En 1977, finalmente Isabel II resolvió enteramente en favor de Chile en lo territorial, no así en lo marítimo, dividiendo el canal entre ambos países, contrario a la postura máxima chilena; la dictadura argentina denunció el tratado como nulo, y se negó también a aceptar el reparto de aguas e islas menores.
Cuando ambos países estaban a punto de entrar en guerra por esa causa, el papa Juan Pablo II ofreció su mediación; él tendría la última palabra, pero las discusiones las llevó el cardenal Antonio Samoré, que tuvo que allanar todas las suspicacias de ambas partes. Finalmente, cuando ya había terminado la dictadura, propuso una solución mixta: las islas Picton, Nueva y Lennox quedaban en poder de Chile, mientras que el canal del Beagle fue dividido en la mitad también sus islas. Se estableció un límite exterior a cierta distancia de las mismas, de modo tal que parte del mar territorial -su lecho y subsuelo- quedaba para la Argentina. Un plebiscito en 1984 "no vinculante" que dio resultado positivo respaldó al Congreso, que convalidó la firma del tratado.

### Guerra de Malvinas
El 18 de marzo de 1982, un buque de la Armada Argentina trasladó un grupo de cien obreros hasta Puerto Leith, en las Islas Georgias del Sur, sin pasar por la capital Grytviken; la posición argentina era que, siendo un territorio en litigio, no les correspondía solicitar pasaporte para trabajar en lo que consideraban parte de su país; sólo tardíamente se anunció que también había militares en el buque. La enérgica reacción británica, con un buque de guerra y posteriormente varios más, y la respuesta argentina habrían llevado a la ocupación de las islas Malvinas por parte de la dictadura argentina. Al menos, ésa es la versión que al gobierno militar le hubiera gustado imponer: la mayor parte de los autores, sin embargo, prefieren centrarse en la pérdida de prestigio de la dictadura tras varios años de fracasos de la política económica, y con el aumento de la difusión de las violaciones de los derechos humanos en años recientes. La dictadura se había sostenido sobre cierto prestigio como sostenedora del orden, pero diversas protestas menores y una huelga con manifestaciones en todo el país, ocurrida el 30 de marzo, terminaron de dejar en claro que el orden ya no podía ser sostenido por el miedo, que ya no paralizaba a la población. La dictadura se lanzó entonces a una campaña militar con la intención de recuperar el prestigio perdido.
Durante algunas semanas, la euforia del rápido triunfo en la ocupación de las Malvinas y de las Georgias invadió el país y llevó a los militares a cometer varios errores estratégicos: se buscó apoyo exterior, pero desde que los Estados Unidos manifestaron que apoyarían de todos los modos posibles a Gran Bretaña, éste fue muy escaso; apenas sobresalieron algunos gestos y declaraciones de los gobiernos de Perú y de Cuba. Los soldados conscriptos, ya muy mal armados y vestidos desde el principio, fueron maltratados o abandonados a su suerte, y la población civil del país siguió recibiendo buenas noticias aún cuando el contraataque británico, iniciado el 1 de mayo, daba muestras de no poder ser detenido. El hundimiento del ARA General Belgrano causó un enorme desánimo tanto entre civiles como militares, pero en la Argentina continental se siguieron difundiendo noticias alentadoras hasta el momento en que la derrota ya no se pudo ocultar: el 14 de junio, las tropas argentinas se rindieron al comando británico.
La derrota no solamente aseguró el pronto final de la dictadura, sino que complicó a futuro las reclamaciones argentinas acerca de las Islas del Atlántico Sur: el gobierno británico adoptó una postura cerradamente negativa, y los habitantes de las islas se hicieron enérgicamente militantes a favor de continuar siendo una dependencia del Reino Unido. Por su parte, el gobierno argentino ha continuado reclamando alguna clase de diálogo en todos los foros en que puede hacerlo, y desde el año 1994 hasta ha plasmado su afirmación de que todos esos territorios insulares son de soberanía argentina en la primera disposición transitoria de la Constitución nacional.

### La provincia de Tierra del Fuego
El primer proyecto formal de provincialización de Tierra del Fuego, del año 1954, fue obra de la delegada Esther Fadul, que tenía derecho a la palabra en la Cámara de Diputados, pero no al voto. En 1983, por primera vez se eligieron dos diputados nacionales de pleno derecho. En 1986 se presentó el proyecto de ley para la provincialización, pero la discusión sobre si debía incluir a las islas Malvinas, Georgias y Sandwich retrasó el proceso cuatro años: lo que se discutía era cuál de las dos opciones era más conveniente para darle solidez al reclamo contra Gran Bretaña. Prevaleció, contra lo previsto por el gobierno nacional, la opción de incluir a la "Antártida e Islas del Atlántico Sur."
Elegida en diciembre de 1990, la Convención Constituyente se reunió a lo largo del mes de enero de 1991, y a fines de ese mismo mes se juró la constitución. El censo de ese año arrojó 69.227 habitantes para la provincia, de modo que la condición impuesta en 1884 se cumplía correctamente. El primer gobierno fue elegido en diciembre de ese año y asumió en enero de 1992.
La Provincia de Tierra del Fuego, Antártida e Islas del Atlántico Sur fue la última en adquirir la entidad de provincia. Desde entonces, todo el territorio nacional está dividido en provincias, con una pequeña pero esencial excepción: la ciudad de Buenos Aires.

### Buenos Aires, ciudad autónoma
La federalización de Buenos Aires en 1880 había servido para eliminar la indebida influencia de una provincia sobre las demás, y para darle al gobierno nacional al menos un pequeño territorio, del tamaño de un municipio, sobre el cual tuviera completo control, tanto en temas edilicios como en los de seguridad. Pero, con el paso del tiempo, la población de la Capital Federal aumentó considerablemente, hasta llegar a ser de más del 10% de la población del país; ésta podía elegir a sus diputados y senadores, y también podía elegir a sus concejales, pero no podía elegir al Intendente de la Capital Federal. Esto significaba, entre otras cosas, que el presidente podía ignorar a los concejales y hacer que el Intendente manejase el presupuesto y la totalidad de las reparticiones discrecionalmente. La población porteña presionó durante décadas para quedar en igualdad de condiciones que la de las provincias. La reforma constitucional de 1994 incluía, desde el principio, la decisión de cambiar la Capital Federal por una ciudad autónoma, no sometida a ninguna provincia y tampoco al gobierno nacional. Esa parte de la reforma fue aprobada sin discusión, y desde entonces no existe más la Capital Federal.
Como antes de 1880, el gobierno nacional ha vuelto a ser –al menos parcialmente– un huésped del gobierno de la Ciudad Autónoma de Buenos Aires. Eso le ha dado una influencia muy superior a la de cualquiera de las demás provincias; por ejemplo, con los dos ciudadanos que han saltado del cargo de jefe de Gobierno de la Ciudad de Buenos Aires directamente al de Presidente de la Nación. También ha generado conflictos con que la seguridad de las máximas autoridades de la Nación dependan en gran parte de la fuerza policial de la Ciudad Autónoma. De hecho, se trata justamente del mismo tipo de problemas por los cuales la ciudad fue federalizada en 1880.

### Campo de Hielo Patagónico Sur y Lago del Desierto
Al señalizarse los límites del territorio nacional de Santa Cruz, la comisión que demarcaba y colocaba los hitos llegó hasta el llamado hito 62, casi en la orilla sur del lago San Martín/O'Higgins. De allí en adelante, considerando que el límite estaría dentro del campo de hielo patagónico sur, apenas se detallaba que debía pasar por el cerro Fitz Roy y luego en el cerro Stokes, unos 160 km al sur de aquél. En 1899, el límite se estableció sobre una serie de cumbres intermedias: los cerros Fitz Roy, Torre, Huemul, Campana, Agassiz, Heim, Mayo y Stokes
De todos modos, el territorio permanece en disputa desde entonces, con diferencias entre los cerros a tener en cuenta; en agosto de 1991, los presidentes Patricio Aylwin y Carlos Menem firmaron un acuerdo en el cual se dividían los territorios en disputa trazando una poligonal, es decir una serie de segmentos rectos, que dejaban aproximadamente la mitad del territorio cuestionado a cada país. No obstante, el acuerdo no fue aprobado por ninguno de los Congresos de los países implicados. En diciembre de 1998 se firmó otro acuerdo, que respondía algo más ajustadamente a las líneas exigidas por la Argentina, excepto para el tramo entre el cerro Murallón y el Fitz Roy. No obstante, parte de este sector de los límites entre ambos países sigue sin estar definitivamente establecido.
Relacionado con el conflicto anterior, y pese a que había pobladores –argentinos y extranjeros– establecidos en el valle  inferior del río de las Vueltas, principal afluente de agua líquida del lago Viedma, el tramo más al norte de ese valle permanecía desconocido. De hecho, hasta bien entrado el siglo XX, no se sabía en la Argentina que había allí un lago o laguna, el lago del Desierto. Quienes sí conocían su existencia eran los colonos chilenos que, desde 1921, se había comenzado a establecer en la zona desde el norte, desde la costa del Lago O'Higgins. Los carabineros de Chile apoyaron decididamente el establecimiento de los colonos en esa región, en la esperanza de incorporarla a Chile.
Ya en 1902, un laudo del rey Eduardo VII había intentado solucionar el conflicto con el trazado de una serie de líneas rectas que, como no había testimonios de lo que había allí, había dividido el valle en tres tramos con dos líneas rectas que lo cruzaban en diagonal. El laudo parece no haber sido nunca tenido en cuenta por la Argentina ni por Chile. A partir del aumento del conocimiento de la región gracias a vuelos de aeronaves por la zona, se descubrió que la que los chilenos llamaban Laguna del Desierto desaguaba a través del río de las Vueltas hacia el lago Viedma; de modo que la Gendarmería informó a los ocupantes chilenos que debían regularizar su ocupación de tierras en la ciudad de Río Gallegos.
En octubre de 1965, los gendarmes informaron a un poblador chileno que debía regularizar su situación, pero éste respondió pidiendo ayuda a los carabineros, que instalaron un puesto en la zona de la laguna Cóndor. Ante la escalada de amenazas, los gobiernos de Chile y la Argentina acordaron que los carabineros se retirarían de la zona en 48 horas. Al cumplirse este plazo, los gendarmes fueron a tomar el control del puesto de los carabineros, que no se habían retirado porque no habían sido notificados; una serie de hechos confusos, y quizá un intercambio previo de disparos llevaron a la muerte de un oficial de carabineros, hecho que alarmó a las dos partes como inicio de una escalada bélica. No obstante, tanto los dos gobiernos nacionales como las fuerzas de seguridad mantuvieron la calma y la situación no pasó a mayores daños.
En octubre de 1991 se decidió que la disputa se resolvería por un laudo arbitral que sería dictado por un Tribunal Arbitral, formado por un representante de la Argentina, otro de Chile y tres de otros países latinoamericanos. Éstos dictaron su resolución en octubre de 1994, dándole la mayor parte de la razón a la Argentina, y dejando tanto el valle del río de las Vueltas como la cuenca del lago del Desierto del lado argentino.

### Plataforma continental extendida en el Mar de la Zona Austral
La Convención de las Naciones Unidas sobre el Derecho del Mar (Convemar) del 30 de abril de 1982, y que entró en vigor el 16 de noviembre de 1994, estableció el régimen de la plataforma continental en la Parte VI (artículos 76 al 85), definiendo en el artículo 76 inciso 1 lo que se entiende como plataforma continenta.
Argentina ratificó la convención el 12 de enero de 1995, entrando en vigor para ese país el 31 de diciembre de 1995.
El 25 de agosto de 1997 Chile firma y ratifica la Convención de Naciones Unidas sobre el Derecho del Mar, entrando en vigor el 24 de septiembre de 1997 para el país.
En 2009 Argentina hizo una presentación ante la Comisión de Límites de la Plataforma Continental de las Naciones Unidas, siendo aceptada en 2016 por la CONVEMAR. El mapa de la presentación incluyó los territorios en disputa con el Reino Unido como los son las islas Malvinas, Georgias y Sandwich del Sur, una medialuna al sur del mar territorial argentino definido en el tratado de 1984 con Chile, la cual era también reclamada por Chile como parte de su mar presencial, y el mar circundante a la península Antártica reclamada por los tres países mencionados. Ese mismo año, el 8 de mayo Chile presenta su Informe Preliminar a la Comisión de Límites de la Plataforma Continental de Naciones Unidas.
En 2020, la Cámara de Diputados de la Nación Argentina, aprobó por unanimidad el límite exterior de la Plataforma Continental Argentina en la Ley 27.557.
Ese mismo año, el 21 de diciembre, Chile presentó ante la Comisión de Límites de la Plataforma Continental de Naciones Unidas el informe parcial de la plataforma continental extendida en Isla de Pascua y Salas y Gómez.
En 2021 el presidente chileno Sebastián Piñera firmó el Decreto Supremo n.º 95 en el que se explicita la plataforma continental al este del meridiano 67° 16′ 0 como parte del área de la plataforma continental (no extendida) chilena, proyectada desde las islas Diego Ramírez, reclamando también la medialuna que Argentina considera como parte de la extensión lograda por el criterio de la plataforma continental extendida. Esto se manifestió en la Carta SHOA N°8 y motivó una respuesta de la cancillería argentina contra la medida de Chile.
En febrero de 2022 Chile entrega su segunda presentación parcial respecto de la Plataforma Continental Occidental del Territorio Chileno Antártico y en agosto del mismo año realiza las presentaciones orales de ambas presentaciones parciales en la Sesión N°55 de la Comisión de Límites de la Plataforma Continental en la ONU en Nueva York.
En 2023 Chile, a través del SHOA, pone a disposición un gráfico ilustrativo que muestra todos los espacios marítimos reclamados por el país, siendo nuevamente rechazado por Argentina.
Conforme a lo dispuesto por el artículo 74 sobre "Delimitación de la zona económica exclusiva entre Estados con costas adyacentes o situadas frente a frente" de la Convención de las Naciones Unidas sobre el Derecho del Mar, cuando exista un tratado de delimitación marítima entre los Estados interesados, las cuestiones se resolverán por las disposiciones de ese tratado.

## Territorio actual
En la actualidad, la República Argentina se halla dividida en 23 provincias y una ciudad autónoma, que reemplazó a la Capital Federal o Distrito Federal. Al día de hoy, ya no quedan territorios nacionales, y los únicos territorios que la Argentina proclama como suyos pero –en la práctica– no están sometidos a la autoridad de una provincia o de la Ciudad Autónoma de Buenos Aires son aquellos que permanecen sometidos al gobierno del Reino Unido, o el Sector Antártico, sobre el cual ningún país puede reclamar soberanía mientras esté en vigencia la disposición en contrario del Tratado Antártico.
Habiendo pasado varios años desde el año 2000, el país aún lleva adelante tres litigios acerca de la soberanía: el conflicto por la soberanía sobre las Malvinas, Georgias y Sandwich del Sur, con el Reino Unido; un conflicto latente acerca de los límites del Sector Antártico Argentino, que es reclamado en parte por Chile, y en su totalidad por el Reino Unido; y un último conflicto por un sector del Campo de Hielo Patagónico Sur, reclamado por Chile.
Tiene con sus vecinos 9 768 km de límites terrestres, fluviales y/o lacustres, de los cuales corresponden 5 308 a Chile –algo más del 50%–, 1 699 con el Paraguay, 1 132 con el Brasil, 887 con el Uruguay y 742 con Bolivia.
Su superficie actual es de 2 795 677 km², incluyendo los territorios administrados por el Reino Unido y reclamados por la Argentina; sin contar éstos, serían 2 780 400 km². Contando los territorios administrados por el país europeo y también los territorios antárticos, sobre los que no ejerce soberanía como resultado de la firma del Tratado Antártico de 1959, se elevaría hasta los 3 760 991 km².